# フォード・サンダーバードV8 (ミディアムブロック)
サンダーバードV8（Thunderbird V-8、サンダーバード・ブイエイト) は、1950年代後期から1970年代中期まで、米国においてフォード・モーターが乗用車およびトラック用に製造していたV型8気筒エンジンである。フォードやマーキュリーのミッドサイズカーおよびフルサイズカーに多用されたほか、競技用エンジンとしても優秀であった。
当時、米国におけるV型8気筒としては中型であることからミディアムブロックに位置付けられる。乗用車用を「FE」、トラック用を「FT」とそれぞれ俗称される。

## 概要
1950年代、フルサイズカーの車体寸度が次第に大きくなり、車重も増していた。それまでミッドサイズカーからフルサイズカーまでを担うフォード・モーターのV型8気筒エンジンはスモールブロック (小型) とビッグブロック (大型) の2クラス体制であったが、フルサイズカーの大型化に対応するため3クラス体制に改める必要が生じ、このとき上位2クラスの一つとして開発されたのが当機であり、ミディアムブロック (中型) として1957年9月に実用化された。本来はフォード (Ford) と新部門として設立したエドセル (Edsel) 用であるため、双方の頭文字をとって「FE」と俗称される。エドセルが2年2月の存続期間で廃止されたため、その後はマーキュリーに転用され、1971年以降はトラック専用として1976年まで製造された。トラックに用いる場合はフォード・トラック (Ford Truck) の頭文字をとって「FT」と俗称される。
当機はミディアムブロックに位置付けられるが、ボアピッチはそれまでのビッグブロックであるリンカーンV8と同一である。これは2クラス体制を3クラス体制に改組したことに伴い、それまでのビッグブロックのボアピッチが新クラスのミディアムブロックに格下げされたためである。ちなみにリンカーンV8の後継として当機とほぼ同時に開発されたマローダーV8 (俗称MEL) が一回り大きいボアピッチを採用しており、これが新たなビッグブロックの寸度となる。
「Yブロック」と称される前作のV型8気筒スモールブロックの設計を拡大したものであり、スモールブロックの特徴であるディープスカートのシリンダーブロックとショートストロークを踏襲している。一部の特殊型を除きプッシュロッド式のOHVである。5リットル (L) 台の3種類から始まった総排気量の展開は最終的に最大7 Lまで増加して8種類となるが、一般乗用車用として大量生産されたのが6種類であり、その他の2種類は競技用に要件機数を達成する目的のみで製造された。
競技用に特殊シリンダーヘッドが多数開発されており、高剛性で優れた基礎設計のシリンダーブロックと相まって、それらヘッドを備えたエンジンは全米ストックカーレースや国際スポーツカーレースなどで優秀な成績を数多く上げた。
リバールージュ工場団地 (Ford River Rouge complex, ミシガン州ディアボーン) 内のディアボーン・エンジン工場 (Ford Dearborn engine plant) で製造された。

## 構造および機構
この項では基幹機である量産型について記述する。要目が異なる特殊型は個別項目を参照のこと。

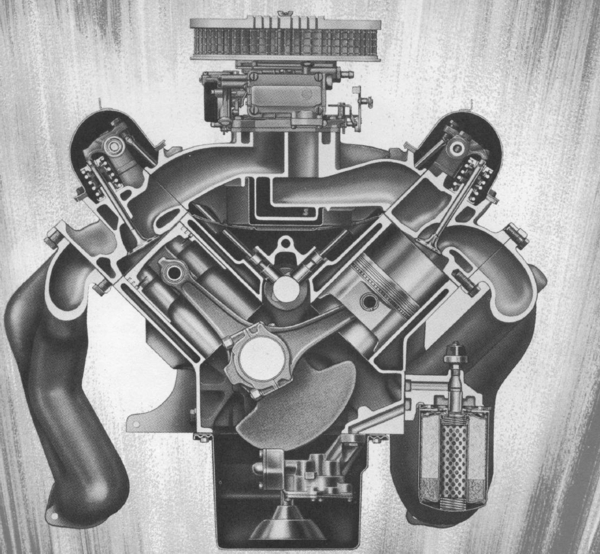
サンダーバードV8の断面図

ガソリンを燃料とするオットーサイクル機関である。シリンダー冷却は加圧水を強制循環させ、ラジエーターで大気と熱交換する水冷式を採用している。
総排気量は最小5.44 Lから最大6.99 Lまでの8種類であり、排気量が小さい4種と大きい4種ではシリンダーの肉厚が異なる。また極近似排気量の6.96 L型と6.99 L型が併存しており、前者はピストン行程が短い競技運用を前提とした特殊型である。
2組の直列4気筒が1本のクランクシャフトを共有し、各列がそれぞれ外方へ45度ずつ傾いたV型8気筒配置である。5か所のメインベアリングでクランクシャフトを支持している。エンジンバレーを挟んで対となるシリンダー (ピストン) のコネクティングロッドは、共有するクランクピンで前後に隣接して配置されているため、右4気筒と左4気筒はコネクティングロッド大端部の厚み量だけ前後に千鳥配置となっている (右前、左後) 。全シリンダーはウォータージャケットとクランクケース (スカート) と共にダクタイル鋳鉄で一体鋳造されシリンダーブロックを形成している。基本的に実用化で4年先行しているスモールブロックの設計を拡大したものであり、エンジンを軸線方向から眺めた時、V字型のシリンダーと、その下に深く伸びるスカート (ディープスカート式) によりY字型を形成する「Yブロック」("Y-Block") が踏襲されている。この様式により捩れ剛性に優れている。
シリンダーヘッドはブロックと同様にダクタイル鋳鉄である。吸気排気とも各1本のポペットバルブを燃焼室の上 (オーバーヘッドバルブ式) から全て平行配置し、エンジンバレー側に傾倒させてウェッジ型の燃焼室を形成している。バルブ直径は吸気2.04インチ (5.18センチメートル (cm))、排気1.57インチ (3.99 cm) である。バルブの開閉制御はエンジンバレーの底に配置されたカムシャフト、油圧式自動間隙調節機構を備えたバルブリフター、シリンダーに沿って上下動するプッシュロッド、ヘッド頂部で運動を反転させるロッカーアームで構成されている。シリンダーヘッドは幅が非常に狭い設計であるためプッシュロッドの支持部を持たず、その支持は吸気マニホールドに依存している。吸気ポート断面は入口が縦長の長方形であり、プッシュロッドを迂回して燃焼室へ向かうまでに円形となる。エンジンバレー側から吸気し、同方向へ排気するターンフロー式であるが、排気ポートはヘッド内を反転してエンジン外側の排気マニホールドへ向かう。設計基礎であるスモールブロックからボアピッチが拡がったことで、スモールブロックでは前後2気筒ずつの吸気ポート入口を縦並びさせていたものを無理のない横並びに変更し、さらに各気筒の排気ポート同士が隣接しない配置を採り、熱の分散が図られている。ポートは対象配置であるため、中央2気筒の吸気ポートが隣接している。なお、実用化初年度の燃焼室は容積の均一化と堆積物を減らすため機械加工で形成されていたが、翌年度から鋳造に変更された。これは当時のプレミアムガソリンの品質が不均一であったことから、プレミアムガソリン指定の機種の圧縮比を下げて対応したため、機械加工するほどの精度が不要となったことによる。
燃料供給装置はダウンドラフト (降流式) の2バレル1ステージまたは4バレル2ステージキャブレターである。吸気マニホールドは鋳鉄であり、クランク角が180度位相となる4気筒2組にそれぞれ独立したプレナム室とスロート (2ステージでは1次と2次の両スロート)を与えている (デュアルプレーン式)。

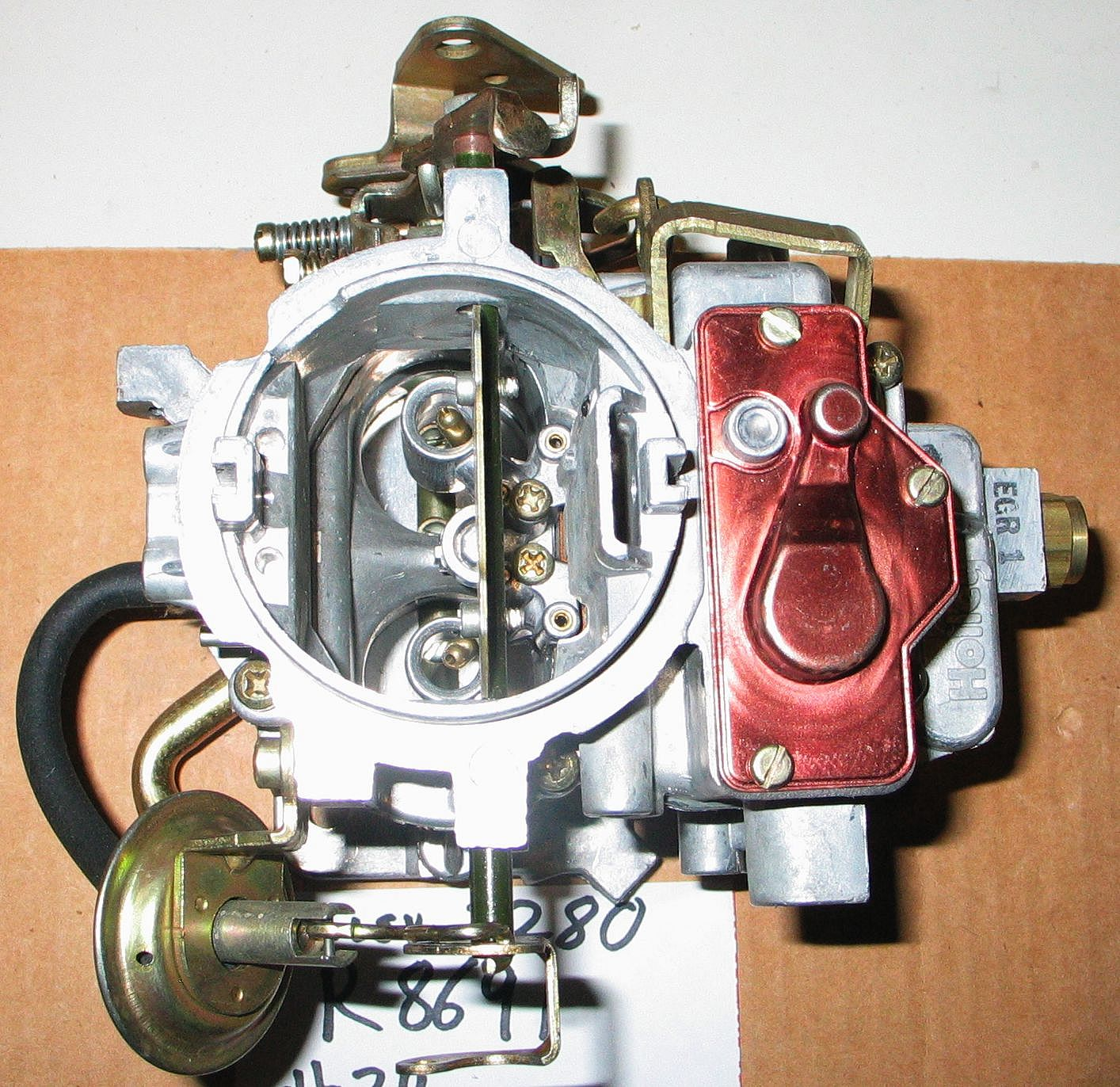
2バレルキャブレター
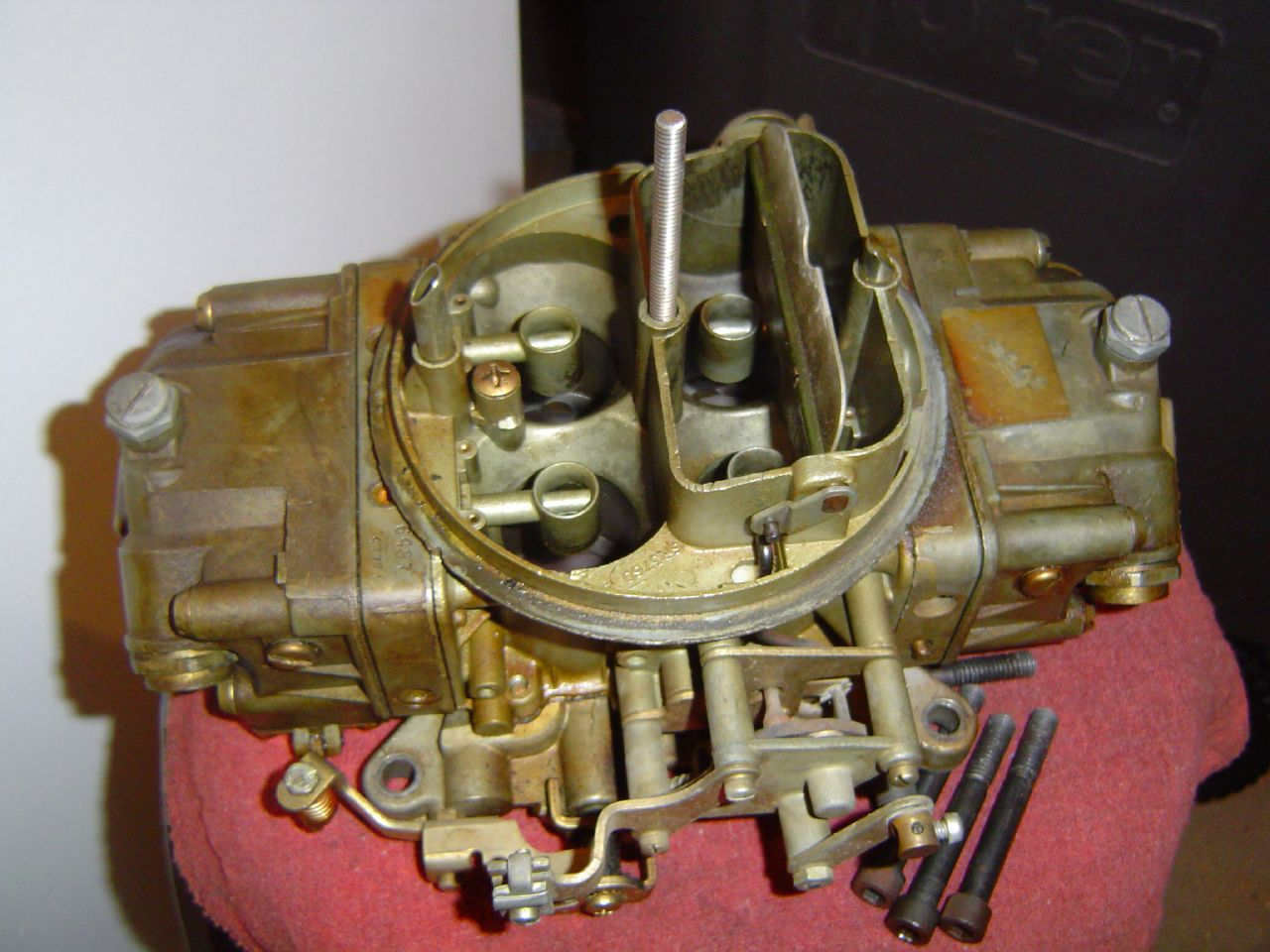
4バレルキャブレター

ピストンはアルミニウム合金鋳造のフラットトップソリッドスカート型、コネクティングロッドは鋼鍛造、クランクシャフトは鋳鉄の精密成型である。この他、ターボアクション点火プラグ、鋼鈑プレス成型のクランクシャフトダンパーとタイミングチェーンカバーが採用されている。カムシャフトはサイレントチェーンで駆動される。配電および点火方式は真空進角装置付きブレーカー式ディストリビューターである。また、当機を動力とする場合のラジエーターキャップは13重量ポンド毎平方インチ (約90キロパスカル (kPa)) の新型となる。
当時の常識に照らして乗用車用エンジンとしては非常に大型であるが、当型からシリンダーブロックは最新の薄肉鋳造法で製造されているため、乾燥重量は650ポンド (295キログラム (kg)) 程度であり、大排気量の全鋳鉄エンジンとしては比較的軽量に仕上がっている。また、鋳造アルミニウム合金の吸気マニホールドを採用した型はさらに50ポンド (23 kg) 程度軽量であった。
| サイクル               | オットーサイクル                            |
| シリンダーブロック形式 | 90度V型8気筒5ベアリング                     |
| 吸排気バルブ機構       | OHV (プッシュロッド式)、ターンフロー2バルブ |
| ボアピッチ             | 4.63インチ (11.76 cm)                       |
| デッキハイト           | 10.17インチ (25.83 cm)                      |
| クランクシャフト形式   | 一体式クロスプレーン                        |
| 潤滑方式               | ウェットサンプ                              |
| 冷却方式               | 加圧水強制循環式水冷                        |
| 燃料                   | ガソリン                                    |

## 乗用車用各型
フォード、マーキュリーの全てのフルサイズカーおよびサンダーバードのほか、ミッドサイズカーの高性能型および第2世代マスタングなど、当時のフォード・モーターが製造する車種に広く広く動力を提供していた。
以下、断りなき場合、キャブレターはダウンドラフト (降流) 式とする。

### E-400/スーパーエクスプレスV8

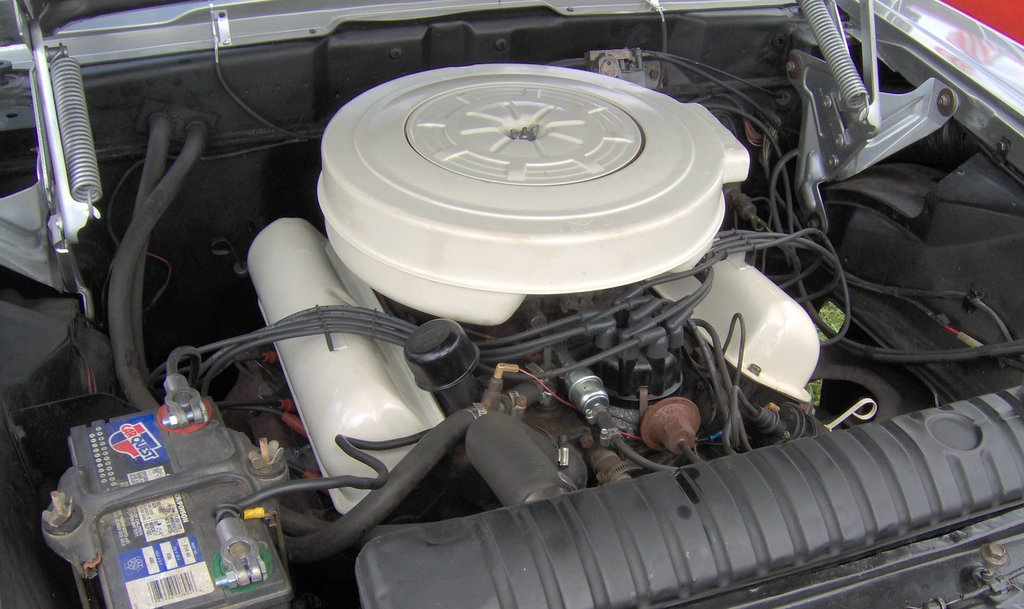
1959年型エドセル・コルセアのスーパーエクスプレスV8

1957年9月 (1958型式年度) のこの時に発足となるエドセルの専用として実用化された。シリーズの始祖となる3型式の一つであるが、例年フォード・モーター各部門の新車発表が9月または10月のところ、フォードが11月となったため、エドセルのこれが形として最も早い実用化となった。型式名称はエドセル流のE-400であり、400は重量ポンドフィートのトルク値に由来する。フォードではパトロールカーにのみ用いられ、その場合はポリスインターセプター361スペシャルV8 (Police Interceptor 361 Special V-8) と呼ばれる。
総排気量は5.91 Lであり、同時に実用化されたフォードの352V8とピストン行程を同じくし、シリンダー内径が大きい。キャブレターは4バレルのホーリー・4160である。
1958年10月から型式名称がスーパーエクスプレスV8 (Super Express V-8) に変更された。
1959年を最後に製造を終了した。
| 総排気量                    | 360.7立方インチ (5911立方センチメートル (cm3)) |
| シリンダー内径×ピストン行程 | 4.05インチ (10.29 cm) ×3.50インチ (8.89 cm)    |

| 型式年度 | 圧縮比                       | キャブレター (定額流量) | 最高出力                                                   | 最大トルク                                                            | 備考                   |
| -------- | ---------------------------- | ----------------------- | ---------------------------------------------------------- | --------------------------------------------------------------------- | ---------------------- |
| 1958     | 10.5: 1 (プレミアムガソリン) | 4スロート2ステージ (-)  | 303英馬力 (226キロワット (kW)) @ 4600回転毎分 (rpm) グロス | 400重量ポンドフィート (542ニュートンメートル (N·m)) @ 2800 rpm グロス | E-400                  |
| 1959     | 10.0: 1 (プレミアムガソリン) | 4スロート2ステージ (-)  | 303英馬力 (226 kW) @ 4600 rpm グロス                       | 390重量ポンドフィート (529 N·m) @ 2900 rpm グロス                     | スーパーエクスプレスV8 |

### サンダーバード332V8
シリーズの始祖となる3型式の一つであり、フォード専用として1957年11月に実用化された。初年度 (1958型式年度) はパトロールカー用エンジンの名称を採ってインターセプター332V8と呼ばれた。
総排気量は5.44 Lであり、同時に実用化された352とシリンダー内径を同じくし、ピストン行程が短い。構成はE-400と大きな差異はない。キャブレターは基本型が2バレルのホーリー・2300C、インターセプター332スペシャルV8が4バレルのホーリー・4160である。
1958年9月から乗用車用の名称がサンダーバード332スペシャルV8 (Thunderbird 332 Special V-8) に変更され (パトロールカー用は変更なし)、2バレルキャブレターのみとなった。また新たにエドセルでもエクスプレスV8の型式名称で用いられるようになった。
1959年を最後に製造終了した。
| 総排気量                    | 331.8立方インチ (5436 cm3)                  |
| シリンダー内径×ピストン行程 | 4.00インチ (10.16 cm) ×3.30インチ (8.38 cm) |

| 型式年度 | 圧縮比                      | キャブレター (定額流量) | 最高出力                             | 最大トルク                                        | 備考                            |
| -------- | --------------------------- | ----------------------- | ------------------------------------ | ------------------------------------------------- | ------------------------------- |
| 1958     | 9.5: 1                      | 2スロート1ステージ (-)  | 240英馬力 (179 kW) @ 4600 rpm グロス | 345重量ポンドフィート (468 N·m) @ 2200 rpm グロス | インターセプター332V8           |
| 1958     | 9.5: 1                      | 4スロート2ステージ (-)  | 265英馬力 (198 kW) @ 4600 rpm グロス | 360重量ポンドフィート (488 N·m) @ 2800 rpm グロス | インターセプター332スペシャルV8 |
| 1959     | 8.9: 1 (プレミアムガソリン) | 2スロート1ステージ (-)  | 225英馬力 (168 kW) @ 4400 rpm グロス | 325重量ポンドフィート (441 N·m) @ 2200 rpm グロス | サンダーバード332スペシャルV8   |

### サンダーバード352V8

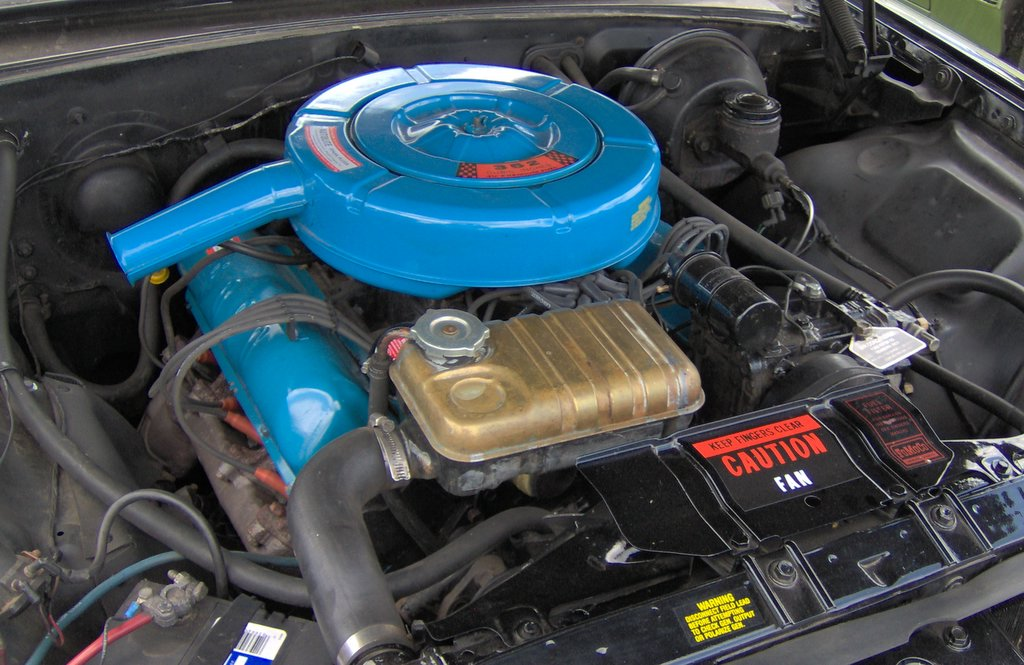
1964年型フォード・ギャラクシーのサンダーバード352V8

シリーズの始祖となる3型式の一つであり、フォード専用として1957年11月に実用化された。初年度の名称は332と同様「インターセプターV8」であり、フォード・サンダーバードと組み合わされた場合のみ「サンダーバードV8」の名称が用いられた。
総排気量は5.77 Lであり、同時に実用化された332とシリンダー内径を同じくし、ピストン行程が長い。構成はE-400と大きな差異はない。当初のキャブレターは4バレル (ホーリー・4160) のみであるため、正式な型式名称にはスペシャルが付記されたインターセプター352スペシャルV8またはサンダーバード352スペシャルV8である。
1958年9月からフォードでは乗用車用の型式名称がサンダーバード352スペシャルV8に統一された (パトロールカー用を除く)。
1959年10月、廃止された332に代替して2バレルキャブレター (ホーリー・2300C) の基本型と、「Go!」パッケージ (後述) を組み込んだ高性能型のサンダーバード352スーパーV8が追加され、これまでのスペシャルと併せて3機種体制となった。また同時にエドセルではスペシャルをスーパーエクスプレスV8の型式名称で用いたが、部門自体が11月に廃止された。
「Go!」パッケージは一部の顧客向けに用意された特殊部品一式であり、以下の部品で構成されていた。
- 面研により燃焼室容積を削減したシリンダーヘッド
- フルカウンターウェイトのクランクシャフト
- ハイリフトカムシャフト
- ソリッド式バルブリフター[注釈 3]
- 調節可能なロッカーアームシャフト
- 平巻き鋼ダンパー付き強化バルブスプリング
- 鋳造アルミニウム合金吸気マニホールド
- 大流量のホーリー・4バレルキャブレター (4160)
- デュアルブレーカー式ディストリビューター (真空進角装置なし)[注釈 4]
- チャンピオン・F83Yスパークプラグ
- ヘッダー式鋳鉄排気マニホールド (その他の型は一般的なブランチ式)
- 1000 rpmで油圧を65重量ポンド毎平方インチ (448キロパスカル (kPa)) まで維持するリリーフスプリング (その他の型は55重量ポンド毎平方インチ、379 kPa)

この他に、水冷式オイルクーラーとスリフトパワーシックスの中空プッシュロッドがメーカーオプションである。またこれを動力とする車種には直径0.375インチ (9.525ミリメートル (mm)) の燃料パイプ (その他の型は0.1875インチ、4.762 mm) とデュアル排気パイプが装備された。
スーパーは競技を前提としたものではなかったが、意図せずストックカー (量産ツーリングカーの米国式呼称) によるNASCARグランドナショナル選手権 (以下、グランドナショナル) での運用需要が高まり、より競争力を求める要望がレーシングチームから上がるようになった。このことが翌シーズン以降の390スーパーから始まる高性能型開発のきっかけとなる。
1960年9月、マーキュリーでもマローダー352V8 (Marauder 352 V-8) の名称で用いられた。390の実用化に伴い、スペシャルとスーパーが廃止され、前年まで基本型であった2バレルキャブレター型がスペシャルとなるが、2年後には型式名称からスペシャルが外れて再び基本型となる。
1963年9月からキャブレターが4バレル (ホーリー・4160C) に変更される。
1965年10月からカリフォルニア州向けにはサーマクター (Thermactor) と呼ばれる二次空気噴射装置が導入された。
1966年を最後に製造終了した。
| 総排気量                    | 351.9立方インチ (5767 cm3)                  |
| シリンダー内径×ピストン行程 | 4.00インチ (10.16 cm) ×3.50インチ (8.89 cm) |

| 型式年度 | 圧縮比                       | キャブレター (定額流量)                                                 | 最高出力                             | 最大トルク                                        | 備考                |
| -------- | ---------------------------- | ----------------------------------------------------------------------- | ------------------------------------ | ------------------------------------------------- | ------------------- |
| 1958     | 10.2: 1 (プレミアムガソリン) | 4スロート2ステージ (-)                                                  | 300英馬力 (224 kW) @ 4600 rpm グロス | 395重量ポンドフィート (536 N·m) @ 2800 rpm グロス | スペシャル          |
| 1959     | 9.6: 1 (プレミアムガソリン)  | 4スロート2ステージ (-)                                                  | 300英馬力 (224 kW) @ 4600 rpm グロス | 395重量ポンドフィート (536 N·m) @ 2800 rpm グロス | スペシャル          |
| 1960     | 8.9: 1                       | 2スロート1ステージ (-)                                                  | 235英馬力 (175 kW) @ 4400 rpm グロス | 350重量ポンドフィート (475 N·m) @ 2400 rpm グロス |                     |
| 1960     | 9.6: 1 (プレミアムガソリン)  | 4スロート2ステージ (-)                                                  | 300英馬力 (224 kW) @ 4600 rpm グロス | 380重量ポンドフィート (515 N·m) @ 2800 rpm グロス | スペシャル          |
| 1960     | 10.6: 1 (プレミアムガソリン) | 4スロート2ステージ (540立方フィート毎分 (キロリットル毎分 15.3 kL/min)) | 360英馬力 (268 kW) @ 6000 rpm グロス | 380重量ポンドフィート (515 N·m) @ 3400 rpm グロス | スーパー            |
| 1961-64  | 8.9: 1                       | 2スロート1ステージ (-)                                                  | 220英馬力 (164 kW) @ 4400 rpm グロス | 336重量ポンドフィート (456 N·m) 2400 @ rpm グロス | 1961-62はスペシャル |
| 1965-66  | 9.3: 1                       | 4スロート2ステージ (-)                                                  | 250英馬力 (186 kW) @ 4400 rpm グロス | 352重量ポンドフィート (477 N·m) @ 2800 rpm グロス |                     |

### サンダーバード390V8

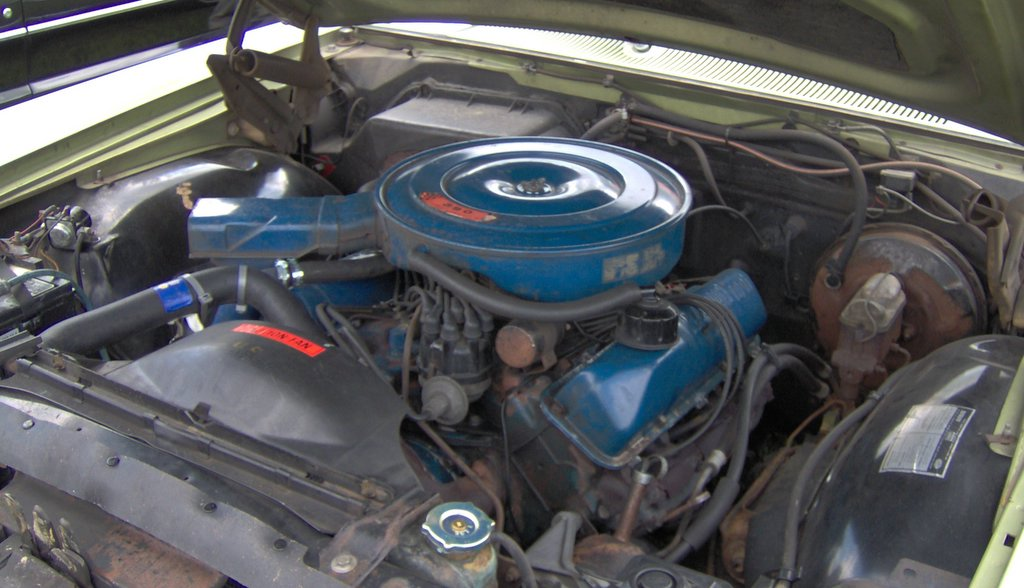
1970年型フォード・LTDのサンダーバード390V8

352のシリンダー内径を拡大した排気量増加型である。1960年9月にフォードとマーキュリーで実用化された。マーキュリーの名称は「マローダーV8」である。
総排気量は6.38 Lである。基本的な構成は352と大きな差異はなく、4バレルキャブレター (ホーリー・4160) のサンダーバード390スペシャルV8 (マローダー390V8)、パトロールカー用のインターセプター390V8、本格的なグランドナショナル参加用のサンダーバード390スーパーV8の3機種が用意された。インターセプターはソリッド式バルブリフター、ハイリフトカムシャフト、ヘッダー型排気マニホールドを備えて出力価を上げており、390スーパーはインターセプターと352スーパーの構成を基に、以下の要素が追加されていた。
- 高強度シリンダーブロック
- 大容量オイルギャラリー
- 強化オイルポンプ
- 鋳造アルミニウム合金のタイミングチェーンカバー
- 大流量のホーリー・4バレルキャブレター (4160)

更にスーパーにはドラッグレースのNHRAウィンターナショナルズ (以下、ウィンターナショナルズ) 参加用にホーリー・2バレルキャブレター (2300C) をトライパワーで装備する「6V」パッケージがディーラーオプションで用意された。キャブレター3基の定額流量は中央が240立方フィート毎分 (6.80 kL/min)、両端が各300立方フィート毎分 (8.50 kL/min) である。スーパー (および「6V」パッケージ) は1962年に製造を終了した。
1962年9月、名称からスペシャルが外れて基本型となる。
1965年10月から再び2バレルキャブレターの基本型と4バレルキャブレター (ホーリー・4150、1968年9月以降オートライト・4100) のスペシャルに分割された。また、フォードではパトロールカー用の名称であるインターセプターが廃止され、サンダーバードに統一された。カリフォルニア州向けにはサーマクターが導入された。
1969年9月から2バレルキャブレター (オートライト・2100) の基本型のみとなる。
1970年9月からクリーブランドエンジンの400V8 (排気量6.59 L) が実用化されたのに伴い、1年間併存した後、製造を終了した。
| 総排気量                    | 389.6立方インチ (6384 cm3)                  |
| シリンダー内径×ピストン行程 | 4.05インチ (10.29 cm) ×3.78インチ (9.60 cm) |

| 型式年度 | 圧縮比                       | キャブレター (定額流量)                                | 最高出力                             | 最大トルク                                        | 備考                  |
| -------- | ---------------------------- | ------------------------------------------------------ | ------------------------------------ | ------------------------------------------------- | --------------------- |
| 1961-65  | 9.6: 1 (プレミアムガソリン)  | 4スロート2ステージ (-)                                 | 300英馬力 (224 kW) @ 4600 rpm グロス | 427重量ポンドフィート (579 N·m) @ 2800 rpm グロス | スペシャル            |
| 1961-65  | 9.6: 1 (プレミアムガソリン)  | 4スロート2ステージ (-)                                 | 330英馬力 (246 kW) @ 5000 rpm グロス | 427重量ポンドフィート (579 N·m) @ 3200 rpm グロス | インターセプター390V8 |
| 1961-65  | 10.6: 1 (プレミアムガソリン) | 4スロート2ステージ (600立方フィート毎分 (17.0 kL/min)) | 375英馬力 (280 kW) @ 6000 rpm グロス | 427重量ポンドフィート (579 N·m) @ 3400 rpm グロス | スーパー (-1962)      |
| 1966-71  | 9.5: 1                       | 2スロート1ステージ (-)                                 | 265英馬力 (198 kW) @ 4400 rpm グロス | 401重量ポンドフィート (544 N·m) @ 2600 rpm グロス |                       |
| 1966-71  | 10.5: 1 (プレミアムガソリン) | 4スロート2ステージ (600立方フィート毎分 (17.0 kL/min)) | 315英馬力 (235 kW) @ 4600 rpm グロス | 427重量ポンドフィート (579 N·m) @ 2800 rpm グロス | スペシャル (-1968)    |

| 型式年度 | 名称             | キャブレター (定額流量)                                                                         | 最高出力                             | 最大トルク                                        | 備考                                       |
| -------- | ---------------- | ----------------------------------------------------------------------------------------------- | ------------------------------------ | ------------------------------------------------- | ------------------------------------------ |
| 1961-62  | 「6V」パッケージ | 2スロート1ステージ×3 (240立方フィート毎分 (6.80 kL/min) ＋300立方フィート毎分 (8.50 kL/min) ×2) | 401英馬力 (299 kW) @ 6000 rpm グロス | 430重量ポンドフィート (583 N·m) @ 3500 rpm グロス | スーパーのキャブレターとマニホールドを換装 |

### サンダーバード406ハイパフォーマンスV8

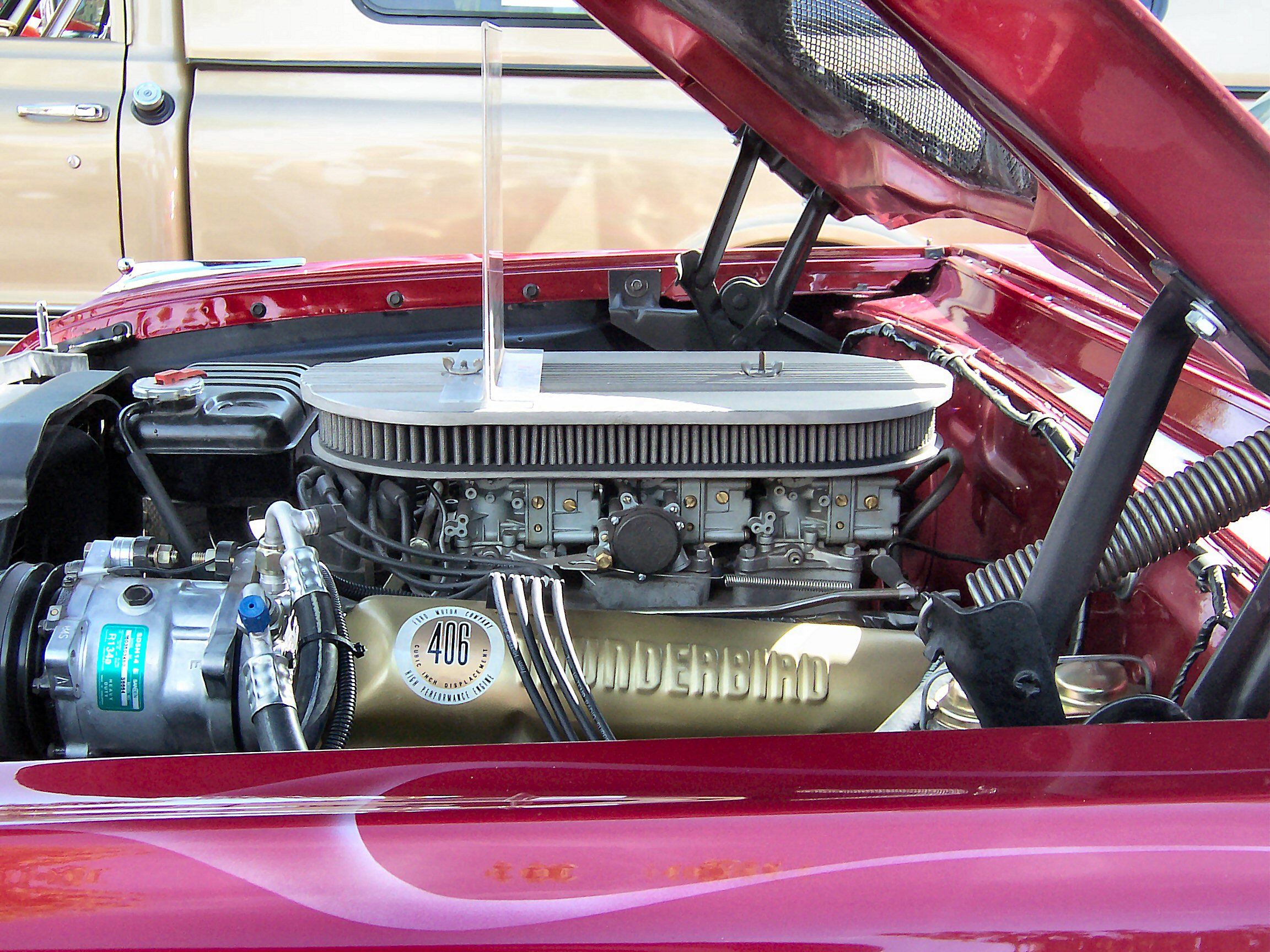
サンダーバード406スーパーハイパフォーマンスV8

390のシリンダー内径を拡大した排気量増加型である。競技需要に応じた高性能型であり基本型は存在しないため、標準装備する車種はなくオプション装備のみである。
390スーパーがグランドナショナルで運用を始めた1961年度前半のフォードは非常に有力であったが、間もなくシボレー、ダッジ、ポンティアックが400立方インチ超のエンジンを投入し始めると急速に競争力を失ったため、その後継として1961年9月に実用化された。マーキュリーの名称は「マローダーV8」である。
総排気量は6.64 Lである。シリンダーブロックはこれまでの型式よりもシリンダー壁が増厚されている。その他の各部構成は390スーパーのそれを踏襲し、以下要素が追加された。
- 新設計フラットトップピストン
- 高強度コネクティングロッド
- 吸気2.09インチ (5.31 cm)、排気1.66インチ (4.22 cm) に大径化されたバルブ

グランドナショナル参加用でシングル4バレルキャブレター (ホーリー・4160) のサンダーバード406ハイパフォーマンスV8 (Thunderbird 406 High-Performance V-8) (マローダー406V8) に加えて、390スーパーでは部品販売扱いであったウィンターナショナルズ参加用の「6V」パッケージ (ホーリー・2100C×3) は完成機のサンダーバード406スーパーハイパフォーマンスV8 (マローダー406スーパーV8) となった。
1962年3月、それまでの競技運用で顕在化したメインベアリングとクランクシャフトの故障対策として、隔壁補強と3か所の中間メインベアリングキャップにクロスボルト式が採用された。
1963年に427が実用化されたのに伴い製造を終了した。
| 総排気量                    | 405.1立方インチ (6639 cm3)                  |
| シリンダー内径×ピストン行程 | 4.13インチ (10.49 cm) ×3.78インチ (9.60 cm) |

| 型式年度 | 圧縮比                               | キャブレター (定額流量)                                                                         | 最高出力                             | 最大トルク                                        | 備考                       |
| -------- | ------------------------------------ | ----------------------------------------------------------------------------------------------- | ------------------------------------ | ------------------------------------------------- | -------------------------- |
| 1962-63  | 11.4: 1 (スーパープレミアムガソリン) | 4スロート2ステージ (600立方フィート毎分 (17.0 kL/min))                                          | 385英馬力 (287 kW) @ 5800 rpm グロス | 444重量ポンドフィート (602 N·m) @ 3400 rpm グロス | ハイパフォーマンス         |
| 1962-63  | 11.4: 1 (スーパープレミアムガソリン) | 2スロート1ステージ×3 (310立方フィート毎分 (8.78 kL/min) ＋350立方フィート毎分 (9.91 kL/min) ×2) | 405英馬力 (302 kW) @ 5800 rpm グロス | 448重量ポンドフィート (607 N·m) @ 3500 rpm グロス | スーパーハイパフォーマンス |

フォード・モーターは1963年からグランドナショナルに導入される排気量上限が8 Lであると予想し、事前に483立方インチ (7.92 L) のサンダーバードV8実験機を開発していたが、主催団体である全米ストックカー自動車競走協会 (National Association for Stock Car Auto Racing, 以下、NASCAR) が決定した排気量上限は7 Lとなったため運用分野を失った。そこで当時フォード・モーターからストックカーレース参加を委託されていたホルマン・ムーディは、当機をギャラクシーサンライナー (ホルマンムーディ・スペシャル) の動力に用い、合衆国自動車クラブ (国際自動車連盟傘下) 所管の元、1962年10月2日にボンネビル・ソルトフラッツで地上速度記録に挑戦し、46の国際記録と国内記録を更新した。この時の仕様は、シリンダー内径4.23インチ (10.74 cm)、ピストン行程4.30インチ (10.92 cm)、圧縮比12.0対1、ホーリー・4バレルキャブレター2基で、推定500英馬力 (373 kW) といわれた。

### サンダーバード427ハイパフォーマンスV8

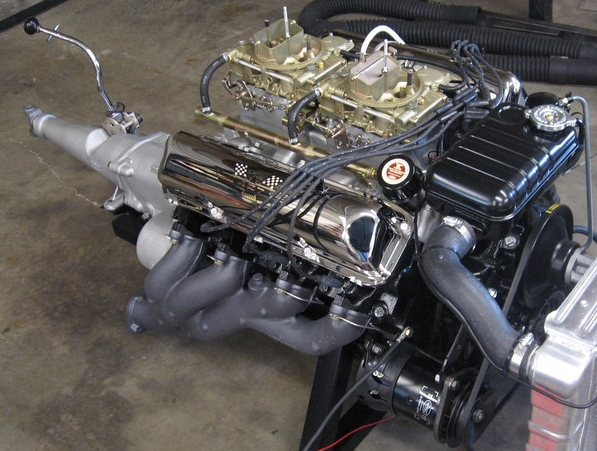
サンダーバード427ハイパフォーマンスV8のデュアルクワッド型

グランドナショナルにおいて1963年度から導入される排気量上限7リットルの規定に則り、406のシリンダー内径を拡大した排気量増加型である。競技需要に応じた高性能型であり基本型は存在しないため、標準装備する車種はなくオプション装備のみである。1963年1月に実用化された。米国車は新型や改良型の実用化を9月末ないし10月初のモデルイヤー (型式年度)、またはその半年後の1/2モデルイヤー (半期型式年度) に行うのが通例であるが、当型は競技用であることから、通例に従わず改良される都度実用化された。排気量を立方インチで表すと425となるが、開発主旨であるグランドナショナルの新たな排気量上限が7リットルであり、立方インチ換算では427となるため、これを型式名称とした。マーキュリーでの型式名称はマローダー427V8である。
総排気量は6.96リットルである。各部の構成要素は406のそれを踏襲しているが、以下の要素が追加された。
- 鍛造鋼クランクシャフト
- 鍛造アルミニウム合金ピストン
- 新設計バルブスプリングとカップ型ワッシャー
- 強化バルブスプリングリテーナー
- 電解表面処理された排気バルブステム
- 鋳鉄のロッカーアームシャフト台座 (この他の型は鋳造アルミニウム合金)

キャブレターはグランドナショナル参加用がホーリー・4バレル (4150) のシングル、ウィンターナショナルズ参加用が同 (4160) デュアルクワッドである。なお、シリーズ最大の内径となる当型式はシリンダー壁が限界の薄さに達するため、工作に高い精度が要求されることから通常の量産ラインでは製造できず、生産効率が極めて低かった。
実用化当初の吸気ポートは406までの歴代シリーズ型式と同形状で、縦2.34インチ (5.94 cm)、横1.34インチ (3.40 cm) の入口寸度であったが、間もなく入口を上方へ2.72インチ (6.91 cm) まで拡げ、縦方向の屈曲を緩和したハイライザー (High Riser) ヘッドを採用し、バリアントとしてNASCARに承認された。このため吸気マニホールドがより急角度で取り付き、プレナム室とキャブレターの位置が嵩上げされ、量産乗用車のボンネットラインには収まらなくなった。そこでこれ以降ハイライザーを選択する場合は「バブルフード」と呼ばれる膨らみを持ったFRP製の特殊ボンネットの装備が必要となった。また、バルブ直径は吸気2.195インチ(5.575 cm)、排気1.733インチ(4.402 cm) へ大径化され、それに伴い芯間隔が拡げられた。燃焼室形成にはシリーズ初年度以来の機械加工が再び採用された。
1963年9月からトランジスタ点火装置 (セミトランジスタ式) がオプション設定される。
1964年3月から1965年10月まで、シングルキャブレター型が一時的に廃止される。
1964年度グランドナショナルにおいて、高い競争力を持つクライスラー・426ヘミヘッドに対抗する目的で開発した427SOHCが承認を受けられなかった (後述)。そこで1964年4月に暫定対策として、プッシュロッド式の「7000RPMキット」がディーラーオプションで用意された。これは6500 rpmが限界であった427の回転数を7000 rpmに向上させるため、定額流量850立方フィート毎分 (24.1 kL/min) のキャブレター (ホーリー・4160)、中空の吸気バルブステム、ナトリウム封入の排気バルブステム、クロスドリルされた油孔のクランクシャフトなどを一式とした部品群である。
427SOHCの承認問題に絡み、1965年度からグランドナショナルではヘミヘッドが禁止となるが、同時にハイライザーヘッドも禁止された。これに対応し、吸気ポート入口の断面寸度が縦2.06インチ (5.23 cm)、横1.38インチ (3.51 cm) のミディアムライザー (Medium Riser) ヘッドが採用された。入口の断面積はローライザーヘッドよりも狭いが、流体力学の知見と研究成果がふんだんに投入され、ハイライザーに劣らぬ吸気効率を実現している。バルブ寸度はハイライザーと同じであるが、吸気ポートの断面形状が横に拡がったことに伴い、全体に配置が変わったため吸気と排気のバルブ芯間隔がさらに拡がった。こうして開発されたミディアムライザーは全高が非常に低く、同時期スポーツカーレースで多用され始めていたチャレンジャーV8 (新型スモールブロック) から置換するのも容易であったため、軽量型がAC・コブラとフォード・GTで運用された (後述)。

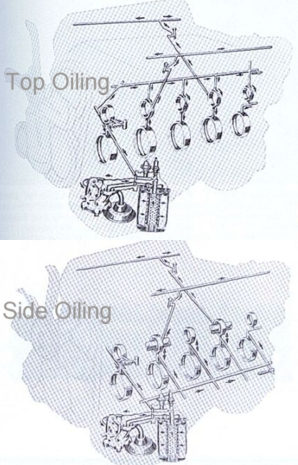
トップオイリング (上) とサイドオイリング (下) の送油径路

これまでの競技運用で顕在化したメインベアリングの潤滑不良を改善すべく、サイドオイリングと呼ばれる方式が採用された。これまで (またはこれ以外の型) はオイルポンプからカムシャフトベアリングに送られ、そこからメインベアリングとシリンダーヘッドに分配していた。これを、まずカムシャフトベアリングとメインベアリングに同時に分配し、シリンダーヘッドにはカムシャフトベアリングを潤滑した後に送る順序に変更した。これにより送油経路が変わり、シリンダーブロック左下には大きなオイルギャラリーの張出しが設けられた。この方式を採用した型はサイドオイラー (Side-oiler) と呼ばれる。
1965年10月から名称がコブラ427V8 (Cobra 427 V-8) となる。カリフォルニア向けにはサーマクターが導入された。一旦マーキュリーから廃止された。
1966年9月からマーキュリーでは4バレルキャブレター型をサイクロン427V8 (Cyclone 427 V-8)、デュアルクワッド型をサイクロンスーパー427V8の型式名称で再び設定された。
グランドナショナルにおける427SOHCの投入を断念せざるを得なくなり (後述)、1967年度用に代替策としてトンネルポート (Tunnel Port) ヘッドが開発され、ディーラーオプションで用意された。これは427SOHCの吸気ポート形状をプッシュロッド式で実現しようとするもので、入口断面は短径 (縦) 2.17インチ (5.51 cm)、長径 (横) 2.34インチ (5.94 cm) の緩い楕円形をなしており、吸気マニホールドから終始円形のままプッシュロッドに構わず最短距離で燃焼室へ達している。このため吸気マニホールドはプッシュロッドを避ける形状を採らず、プッシュロッドはマニホールドの通風路中央を縦に貫通する鞘管内で上下動する。バルブ直径は吸気2.250インチ (5.715 cm)、排気1.733インチ (4.402 cm)に大径化された。また燃料供給装置は4バレルキャブレター (ホーリー・4160) 2基であり、吸気マニホールドはシングルプレーンとデュアルクワッドの2種類が用意された。ユーザーは販売店で組立済みエンジンもしくはシリンダーヘッドと吸気マニホールドを部品として購入できた。販売は1968年まで継続された。
1967年9月からシリンダーヘッドをローライザーに戻し、圧縮比を下げ、バルブリフターに量産型の油圧式を採用し、キャブレターをシングルのみとした。これはグランドナショナル用に後継の429ボスV8が開発終盤 (1968年9月実用化) であり、在庫ブロックを整理するためであった。車両としての販売は同年12月までに終了するが、在庫エンジンの販売はその後も半年間ほど続いた。
| 総排気量                    | 425.0立方インチ (6964 cm3)                  |
| シリンダー内径×ピストン行程 | 4.23インチ (10.74 cm) ×3.78インチ (9.60 cm) |

| 型式年度 | 圧縮比                               | キャブレター (定額流量)                                     | 最高出力                             | 最大トルク                                        | 備考                                                                           |
| -------- | ------------------------------------ | ----------------------------------------------------------- | ------------------------------------ | ------------------------------------------------- | ------------------------------------------------------------------------------ |
| 1963-64  | 11.6: 1 (スーパープレミアムガソリン) | 4スロート2ステージ (715立方フィート毎分 (20.2 kL/min))      | 410英馬力 (306 kW) @ 5600 rpm グロス | 476重量ポンドフィート (645 N·m) @ 3400 rpm グロス | 4V、ローライザーヘッド                                                         |
| 1963-64  | 11.6: 1 (スーパープレミアムガソリン) | 4スロート2ステージ×2 (540立方フィート毎分 (15.3 kL/min) ×2) | 425英馬力 (317 kW) @ 6000 rpm グロス | 480重量ポンドフィート (651 N·m) @ 3700 rpm グロス | 8V、ローライザーヘッド                                                         |
| 1965-67  | 11.1: 1 (スーパープレミアムガソリン) | 4スロート2ステージ (780立方フィート毎分 (22.1 kL/min))      | 410英馬力 (306 kW) @ 5600 rpm グロス | 476重量ポンドフィート (645 N·m) @ 3400 rpm グロス | コブラ427V8 4V (1966-67)、ミディアムライザーヘッド、乾燥重量607ポンド (275 kg) |
| 1965-67  | 11.1: 1 (スーパープレミアムガソリン) | 4スロート2ステージ×2 (600立方フィート毎分 (17.0 kL/min) ×2) | 425英馬力 (317 kW) @ 6000 rpm グロス | 480重量ポンドフィート (651 N·m) @ 3700 rpm グロス | コブラ427V8 8V (1866-67)、ミディアムライザーヘッド                             |
| 1968     | 10.9: 1 (プレミアムガソリン)         | 4スロート2ステージ (600立方フィート毎分 (17.0 kL/min))      | 390英馬力 (291 kW) @ 5600 rpm グロス | 460重量ポンドフィート (624 N·m) @ 3200 rpm グロス | コブラ427V8、ローライザーヘッド                                                |

| 型式年度 | 名称                       | キャブレター (定額流量)                                     | 最高出力                                         | 最大トルク | 備考                                       |
| -------- | -------------------------- | ----------------------------------------------------------- | ------------------------------------------------ | ---------- | ------------------------------------------ |
| 1963     | 「ハイライザー」パッケージ | 4スロート2ステージ (780立方フィート毎分 (22.1 kL/min))      | 520英馬力 (388 kW) @ 6200 rpm レーシングスペック |            |                                            |
| 1964     | 7000RPMキット              | 4スロート2ステージ (850立方フィート毎分 (24.1 kL/min)       | 550英馬力 (410 kW) @ 6800 rpm レーシングスペック |            | ハイライザーヘッドエンジンの機構部品を換装 |
| 1967-68  | 427トンネルポートヘッド    | 4スロート2ステージ×2 (780立方フィート毎分 (22.1 kL/min) ×2) | 600英馬力 (447 kW) @ 6400 rpm レーシングスペック |            | ミディアムライザーヘッドを換装             |

1963年度のグランドナショナルは55戦で行われ、フォードはデイトナ500を含み23勝を上げ製造者タイトルを獲得した。この後、1968年度まで427エンジンによってタイトルを獲得し続けた。

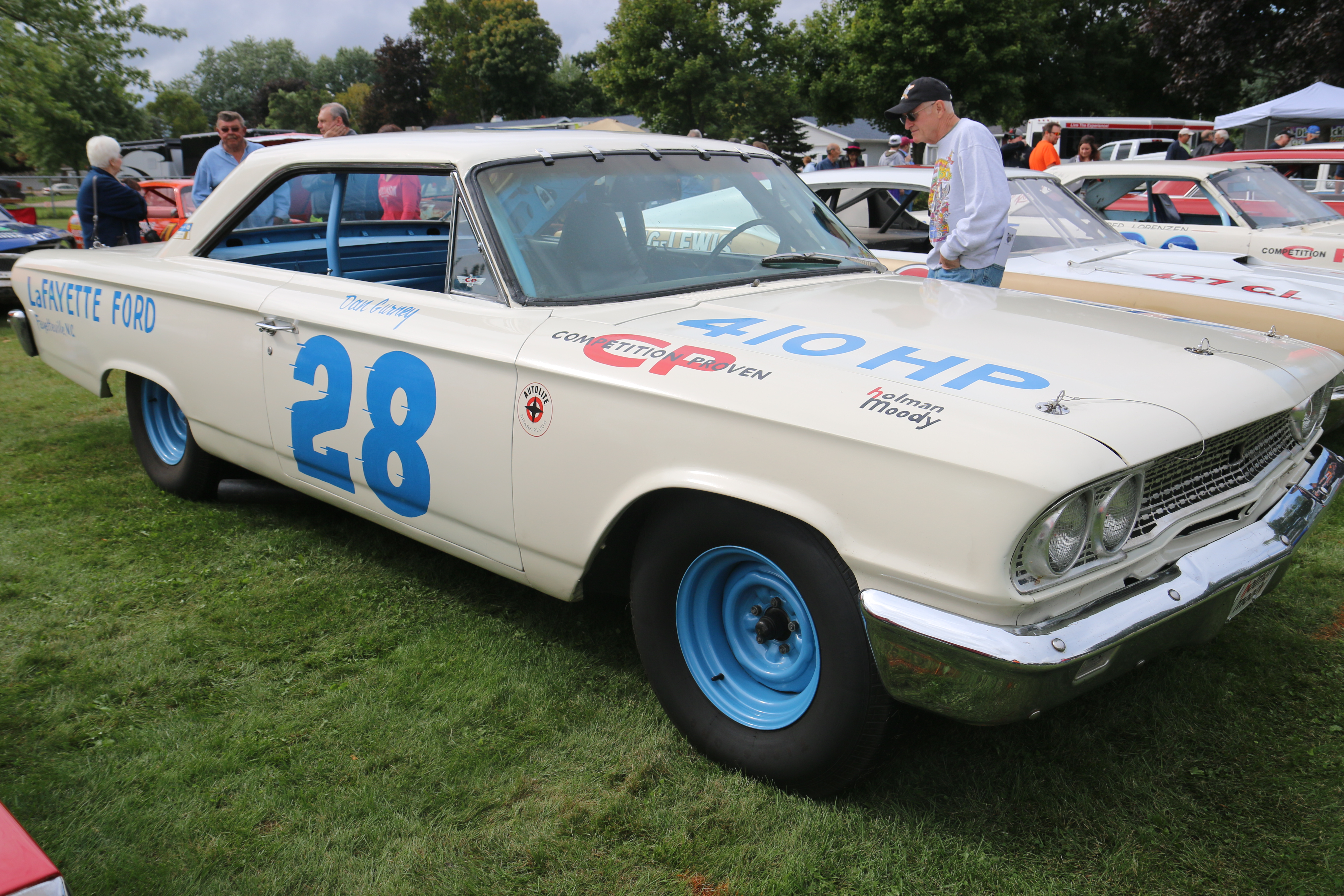
1963年度グランドナショナルにおけるダン・ガーニーのフォード・ギャラクシー
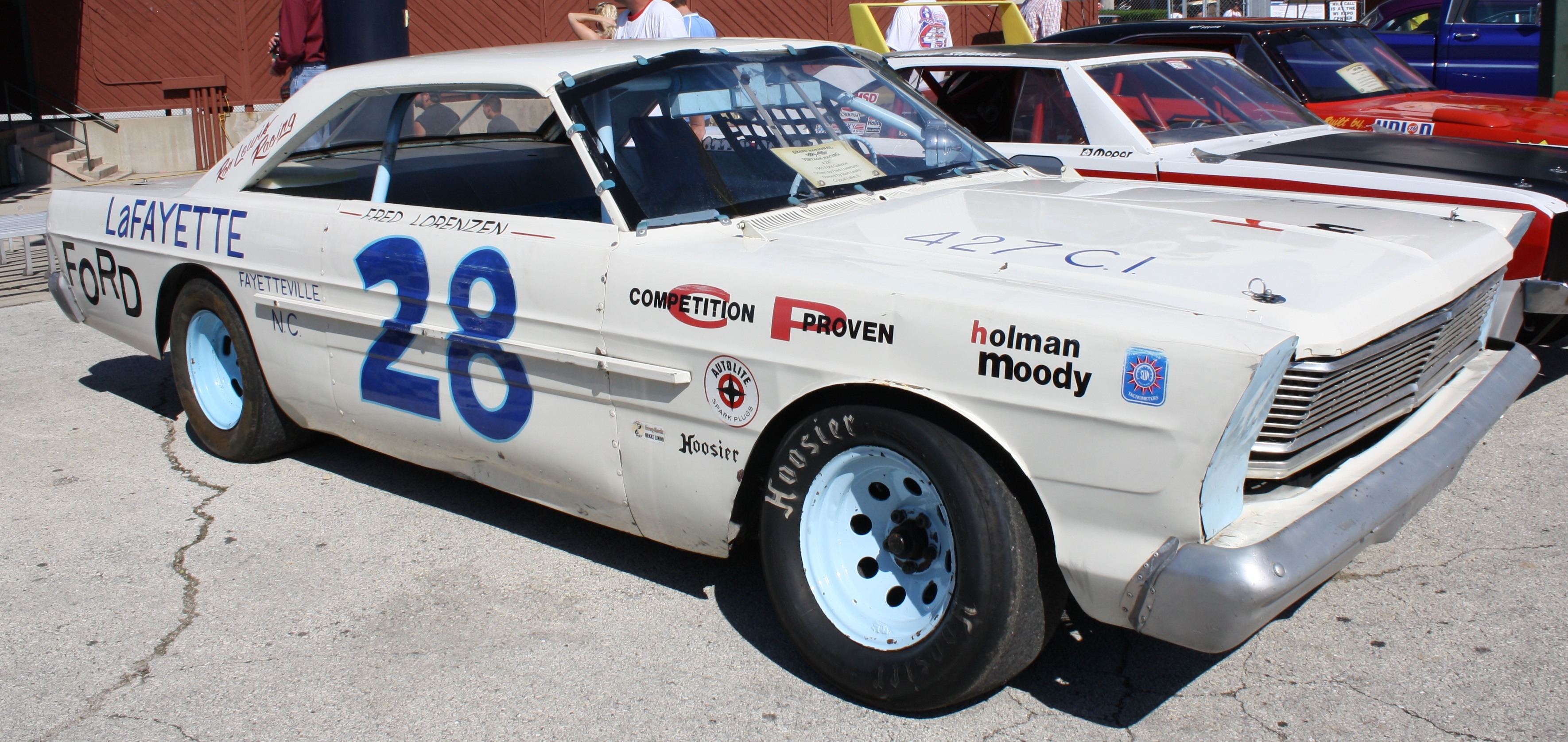
1965年度グランドナショナルにおけるフレッド・ローレンゼンのフォード・ギャラクシー
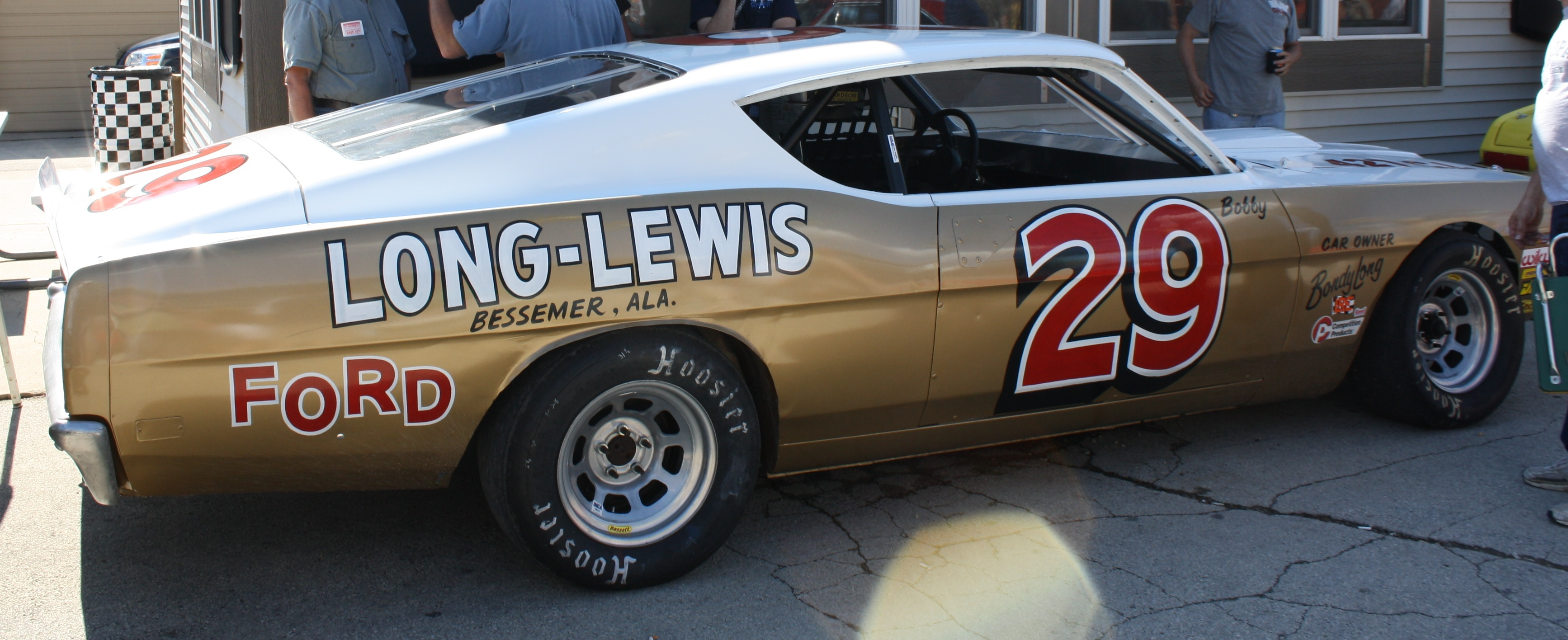
1968年度グランドナショナルにおけるボビー・アリソンのフォード・トリノ

### 427SOHC「キャマー」
(427 SOHC "Cammer")

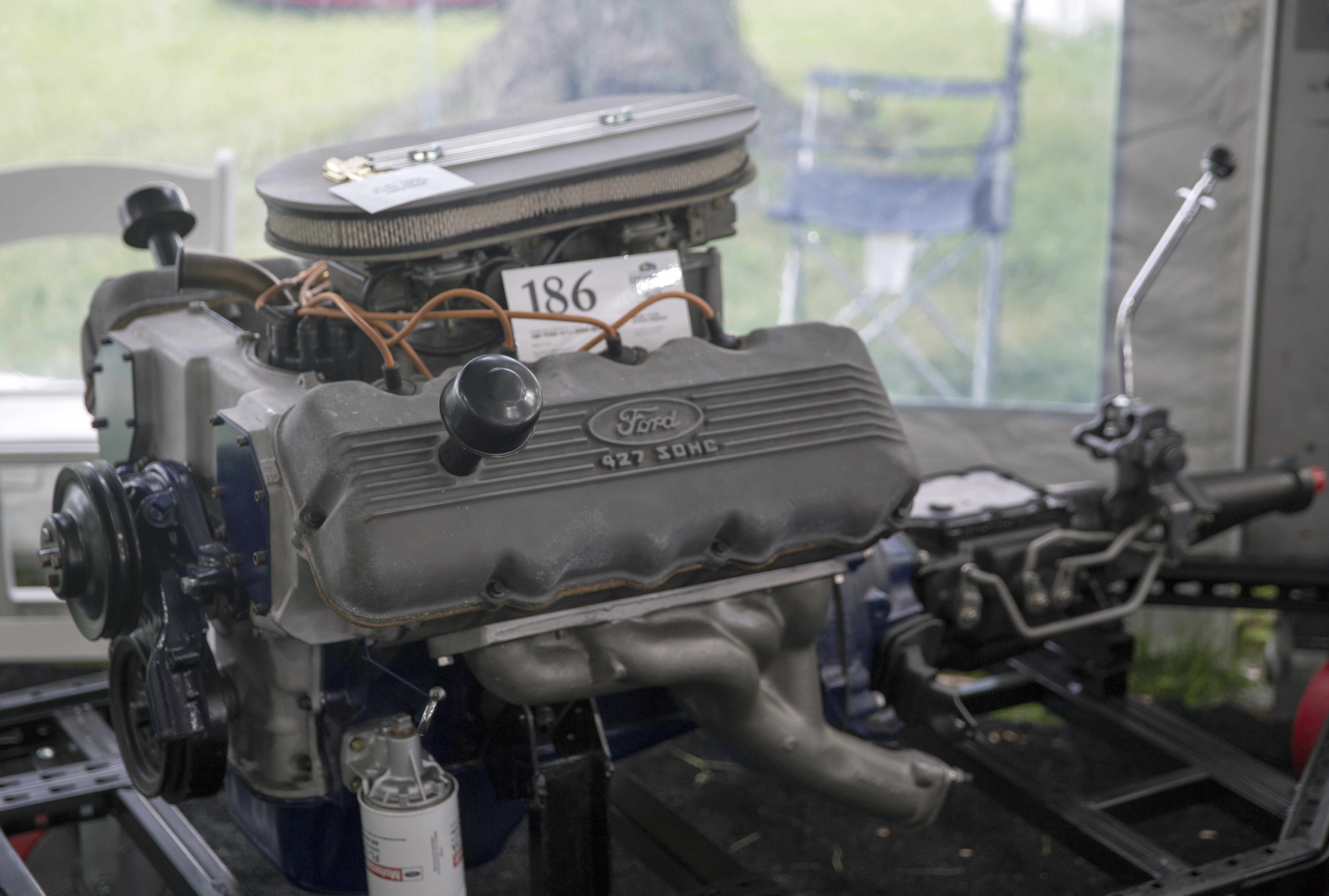
427SOHC「キャマー」

グランドナショナルにおいてクライスラーの有力なヘミヘッドエンジンに対抗するため、1964年度からの投入を目指して開発されたSOHC式エンジンである。「キャマー」(カムの動作者名詞) の公式愛称で呼ばれる。
当初フォード・モーターは427ハイパフォーマンスのシリンダーヘッドのみ異なるバリアントとして取り扱う目論見であったが、元のプッシュロッド式とは隔たりが大きすぎるエンジンの出現に、ストックカーの主旨から逸脱したエンジン開発競争となることを危惧したNASCARはこれを承認せず、1964年度グランドナショナルでは運用できなかった。しかし翌年度へ向けて承認を得るため1機2500ドルで店頭販売を開始した。この動きにクライスラーは427SOHCが承認された場合はヘミヘッドをDOHC化するとNASCARに宣告した。実質的にヘミも生産エンジンではなく、フォードとクライスラーの対決を構築したいNASCARの思惑から承認されていたものであるが、この事態を重く見たNASCARは1965年度から根本的な原因であるヘミの使用を禁止する処置をとった。これによりクライスラーは1965年度グランドナショナルから撤退するが、関係者間の協議によりヘミを1966型式年度 (1965年秋の実用化) の乗用車にオプション設定することで合意し、7月からヘミで復帰する。ヘミが事実上の生産エンジンとして承認された1966年度グランドナショナルでは、単体販売のみの427SOHCは排気量1立方インチ (16.39 cm3) あたり1ポンド (0.454 kg) の追加重量を課すことで承認された。しかし190 kg以上の重量増は競争力を失うも同然であるため、フォード・モーターは427SOHCのグランドナショナル投入を断念した。
開発本旨であったグランドナショナルでの運用は叶わなかったが、もう一つの目的でもある全米ホットロッド協会 (National Hot Rod Association, NHRA) が主催するウィンターナショナルズでは問題なく運用できたため、販売は1968年まで継続された。ちなみに1968年は1機4000ドル近い販売価格であった。
サイドオイラーを基に、ほぼシリンダーヘッドのみが更新された。燃焼室は多球型 (polyspherical shape) と腎臓型 (kidney shape) の組み合わせであり、鋳造された後、機械加工で仕上げられた。ダクタイル鋳鉄のヘッドは、速やかに鋳造アルミニウム合金への置換を予定していたが、これは実現しなかった。プッシュロッド式エンジンのシリンダーブロックにはヘッドまで繋がるタイミングチェーンの収納函がないため、ブロック前面の既存ネジ穴と新造ヘッドに固定した平鋼鈑の裏板と、ポンプハウジングを兼ねる鋳造アルミニウム合金のフロントカバーで新設された。ロッカーカバーは鋳造マグネシウム合金である。

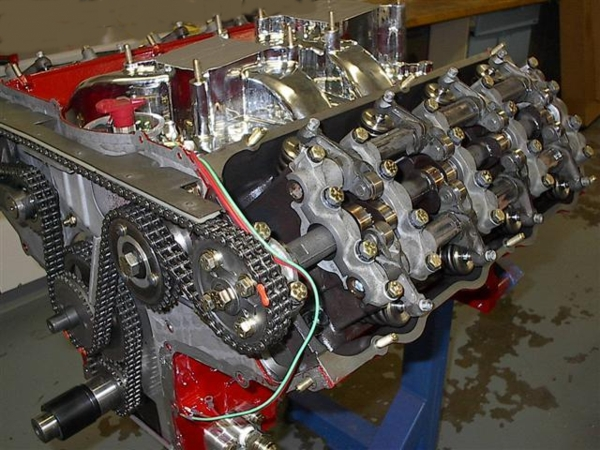
タイミングチェーンとカムシャフト

グランドナショナルの規定によりバルブは吸気、排気各1本に限定されているなど各要素を総合評価し、獲得可能な最高回転数からDOHC式は不要とされ、エンジン上部の軽量性を考慮してSOHC式が採用された。バルブは50度にV字配置されたクロスフローでありロッカーアームで開閉制御される。バルブステムは吸気が中空、排気がナトリウム封入となっている。直径は吸気2.25インチ (5.72 cm)、排気1.90インチ (4.83 cm) である。点火プラグは1本であり、吸気側から差し込まれる。カムシャフトはローラーレス2列ローラーチェーンを2段階で駆動される。不要となったプッシュロッド式のカムシャフト (およびカムシャフトギア) は、前方2基のベアリングを保存して補助駆動ギアに替え、後方3基のベアリングは鋼ブッシュに替えて潤滑系が塞がれた。1段目はクランクシャフト同軸ギアがプッシュロッド式と同様に補助駆動ギアを駆動し、2段目は補助駆動ギアが両気筒列のカムシャフトギアを長い1本のチェーンで駆動する。両気筒列のカムシャフトギア間をチェーンが水平に渡り、その下を左右から固定アイドラーと張り調節アイドラーで絞られているため、チェーンラインは幅の広いT字型をなしている。ピストンは427ハイパフォーマンスと基本的に同じであるが、燃焼室形状が異なるためトップの隆起形状もそれに合わせて変えられている。
燃料供給装置はホーリー・4バレルキャブレターのシングル (4150) またはデュアルクワッド (4160) である。競技用であるためチョーク装置は装備していないが、エアホーンは残置されているため、必要な場合にはオートチョークが取り付け可能となっている。点火装置はデュアルブレーカー式ディストリビューターであり、427ハイパフォーマンスでオプション設定されているトランジスタ装置を標準装備している (セミトランジスタ式)。
| 吸排気バルブ機構            | OHC、クロスフロー2バルブ                    |
| 総排気量                    | 425.0立方インチ (6964 cm3)                  |
| シリンダー内径×ピストン行程 | 4.23インチ (10.74 cm) ×3.78インチ (9.60 cm) |

| 型式年度 | 圧縮比                               | キャブレター (定額流量)                                  | 最高出力                                         | 備考                           |
| -------- | ------------------------------------ | -------------------------------------------------------- | ------------------------------------------------ | ------------------------------ |
| 1965-68  | 12.1: 1 (スーパープレミアムガソリン) | 4スロート2ステージ (710立方フィート毎分 (20.1 kL/min))   | 616英馬力 (459 kW) @ 7000 rpm レーシングスペック | 4V                             |
| 1965-68  | 12.1: 1 (スーパープレミアムガソリン) | 4スロート2ステージ×2 (780立方フィート毎分 (22.1 kL/min)) | 657英馬力 (490 kW) @7500 rpm レーシングスペック  | 8V、乾燥重量765ポンド (347 kg) |

### 427GT
(427 GT)
サイドオイラーをロードレース用に軽量化したものである。1965年早々からAC・コブラ427 (シェルビーアメリカン・コブラロードスター) の動力として製造を開始し、間もなくフォード・GTへ転用された。ル・マン24時間ではこれを動力に用いたフォードが1966年と1967年に連続総合優勝した (1966年フォード・GTマークII、1967年フォード・マークIV)。
427GTの型式名称で呼称されるのは1966年以降であるが、1965年のコブラのエンジンも便宜的にこれに含める。

#### AC・コブラ427

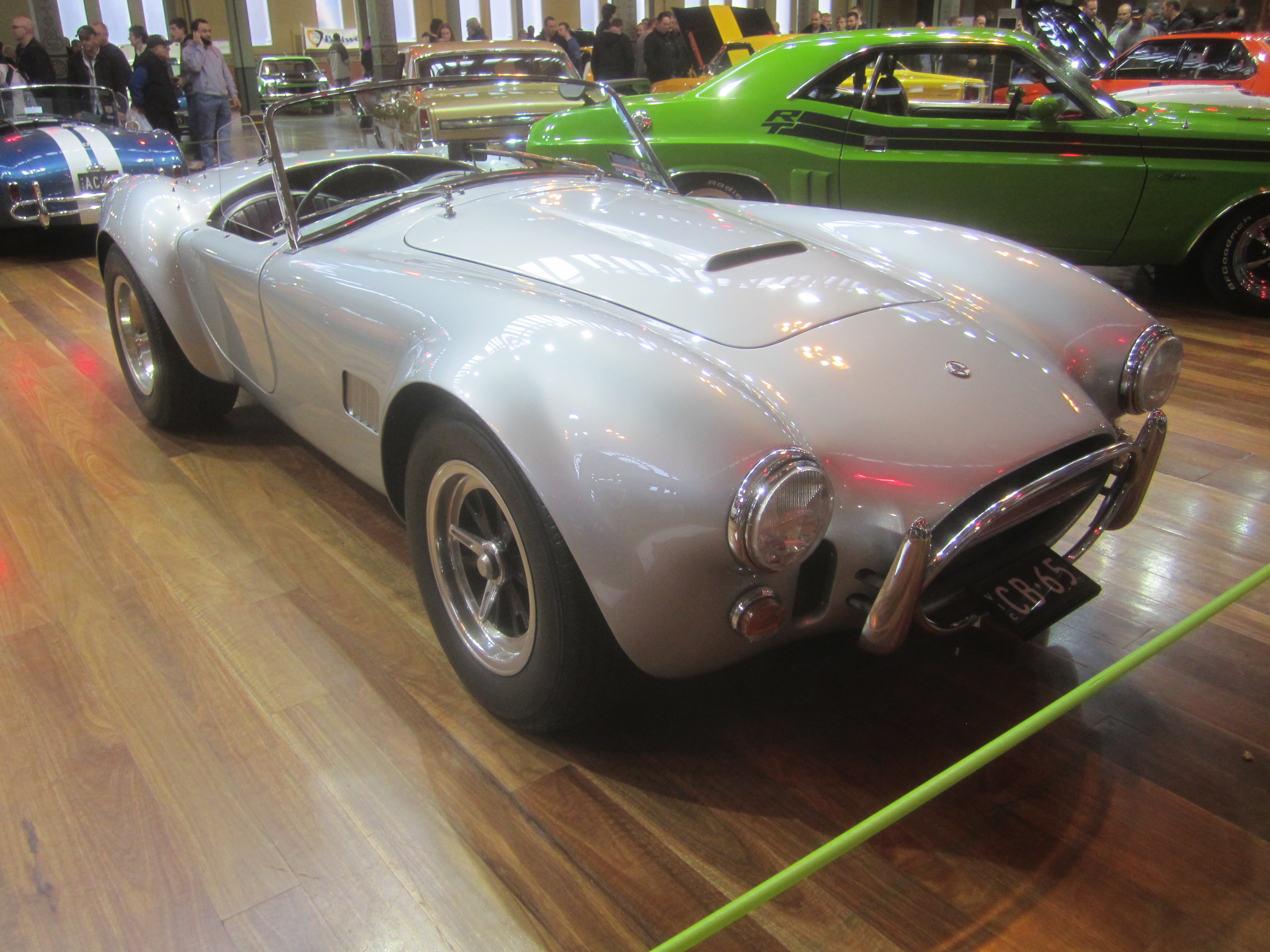
AC・コブラ427

グランドナショナルの技術規定により、軽量性にはほとんど配慮されていない427ハイパフォーマンスを、1965年度グランドツーリング製造者世界選手権 (Championnat du Monde des Constructeurs Grand Tourisme) で運用すべく、以下の要素を追加して軽量化が図られた。
- 鋳造アルミニウム合金のミディアムライザーシリンダーヘッド
- 鋳造マグネシウム合金のデュアルプレーン式吸気マニホールド
- 鋳造アルミニウム合金のクランクシャフトダンパーハブ
- 鋳造アルミニウム合金のウォーターポンプハウジング (その他の型は鋳鉄)
- 軽量フライホイール

構造部分は鋳鉄のシリンダーブロックを残し、他全ての箇所を軽合金で作り替え、52ポンド (24 kg) 削減された。これらに加えインディアナポリスエンジンと同じフルトランジスタ点火装置が採用された。中空ステムの吸気バルブ、ナトリウム封入ステムの排気バルブ、クロスボルト式のメインベアリングキャップ、これらはそのまま踏襲されている。シリンダーヘッドのアルミニウム合金化に伴いバルブシートが組み込まれ、バルブ直径は吸気2.09インチ (5.31 cm)、排気1.65インチ (4.19 cm) へ小径化された。吸排気系が若干絞られたことにより最高出力は下がるが中低速トルクが大きくなるため、ロードレース運用には有意であった。
販売時 (AC・コブラ427SC) はホーリー・4バレルキャブレター (4160) をデュアルクワッドで装備しているが、競技ではホーリーの特製4バレルをシングル (デュアルプレーン式マニホールド) で用いる。これはチョーク装置を持たない完全な競技用であり、機械操作式二次スロットル、中央放出式加速ポンプ、スロット付きブースターベンチュリ、デルリンバッフル付き燃料ボウルを特徴としていた。定額流量は780立方フィート毎分 (22.1 kL/min) である。
フォード・GTマークIIの先行実験車には多板式クラッチ (コブラは大径単板式) とクロスオーバーチューニングの排気マニホールドが用いられ、フォード・X1はサイドドラフトのウェーバー・2バレルキャブレター (58DCO)を4基用いている。
| 総排気量                    | 425.0立方インチ (6964 cm3)                  |
| シリンダー内径×ピストン行程 | 4.23インチ (10.74 cm) ×3.78インチ (9.60 cm) |

| 型式年度 | 圧縮比                       | キャブレター (定額流量)                                     | 最高出力                             | 最大トルク                                        | 備考                                   |
| -------- | ---------------------------- | ----------------------------------------------------------- | ------------------------------------ | ------------------------------------------------- | -------------------------------------- |
| 1965     | 10.4: 1 (プレミアムガソリン) | 4スロート2ステージ×2 (600立方フィート毎分 (17.0 kL/min) ×2) | 425英馬力 (317 kW) @ 6000 rpm グロス | 480重量ポンドフィート (651 N·m) @ 3700 rpm グロス | 乾燥重量555ポンド (252 kg)、40機強製造 |

競技仕様 (シングルキャブレター) は圧縮比10.5対1に若干高められ、最高出力は6200 rpmで475英馬力 (354 kW) である。X1は航空ガソリンが許容されるレースに出走するため、圧縮比は12.1対1と高めで、ウェーバー・キャブレターと併せて最高出力は590英馬力 (440 kW) といわれた (諸説あり)。
1965年のル・マン24時間では、GTが予選周回、決勝周回、最高速度の各記録を全て更新するも、出走した2車両はどちらも故障により途中棄権した。同年後半にはX1が北中米のロードレース3戦に出走し、タイムズグランプリで5位入賞するが、その他の2戦はどちらも故障により途中棄権した。タイムズグランプリ出走時は390のシリンダー内径を用いた総排気量6.38リットルの仕様である。

#### AX316-1
1966年から製造者国際トロフィー (Trophée International des Constructeurs, スポーツカー国際選手権の副賞典、以下、トロフィー) で運用するフォード・GTマークIIの動力として、AX316-1の社内呼称が付与された改良型である。競技運用上必要になる都度、必要機数のみ製造された。
潤滑方式をドライサンプへ変更した。鋳造マグネシウム合金の吸気マニホールドは仕上がり品の個体差が大きくなるため鋳造アルミニウム合金に戻したが、オイルパン (サンプ) にマグネシウム合金を採用したことで3 kg減の549ポンド (249 kg) となった。最高出力は6400 rpmで485英馬力 (362 kW) である。
GTマークIIはトロフィー第1戦デイトナ24時間コンチネンタル、第2戦セブリング耐久12時間、第5戦フランコルシャン1000キロメートル、第7戦ル・マン24時間に出走し、第5戦が2位であったのを除き他全てを総合優勝したことで、フォード・モーターは当年度の製造者トロフィーを獲得した。

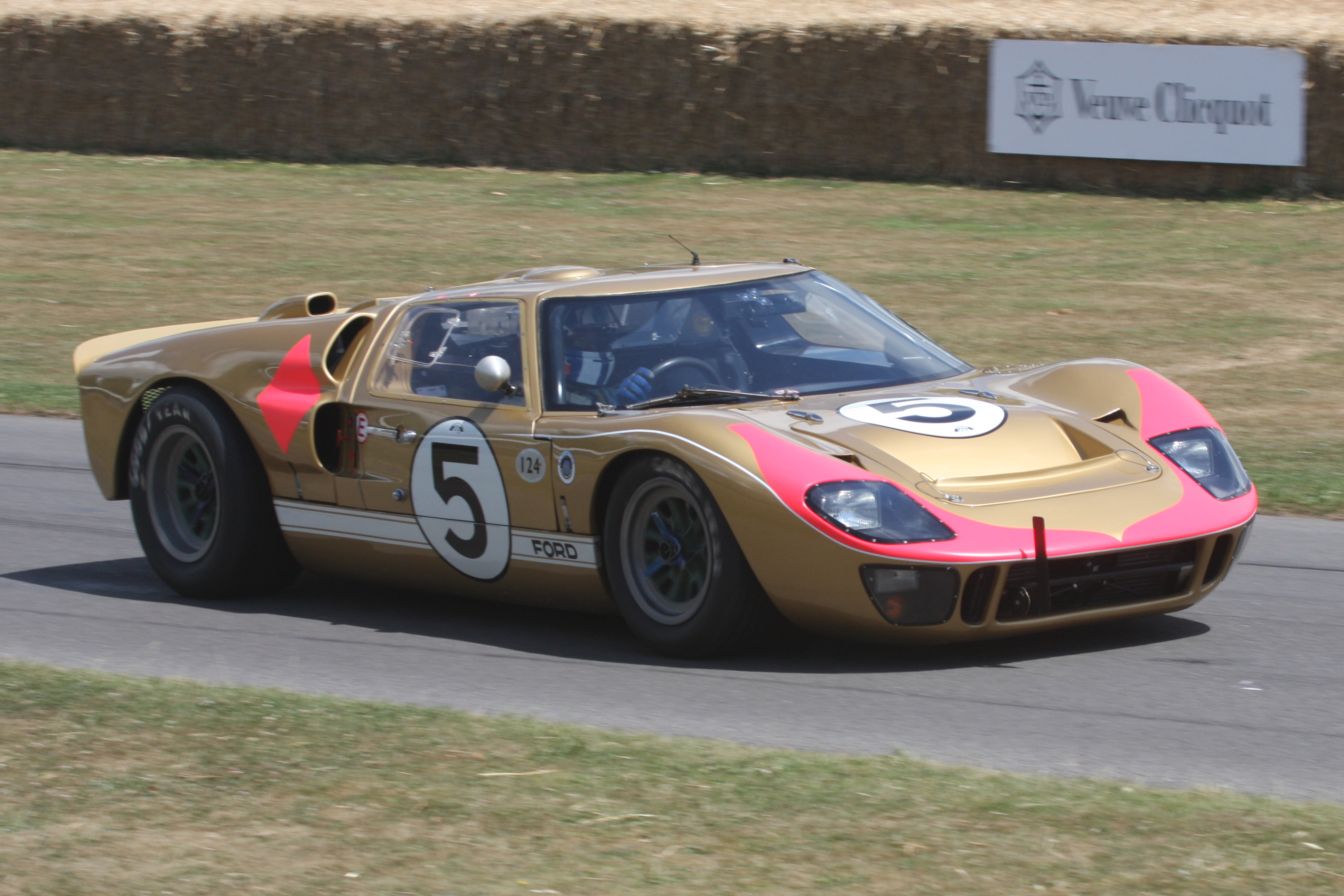
フォード・GTマークII (GT40P/1016)
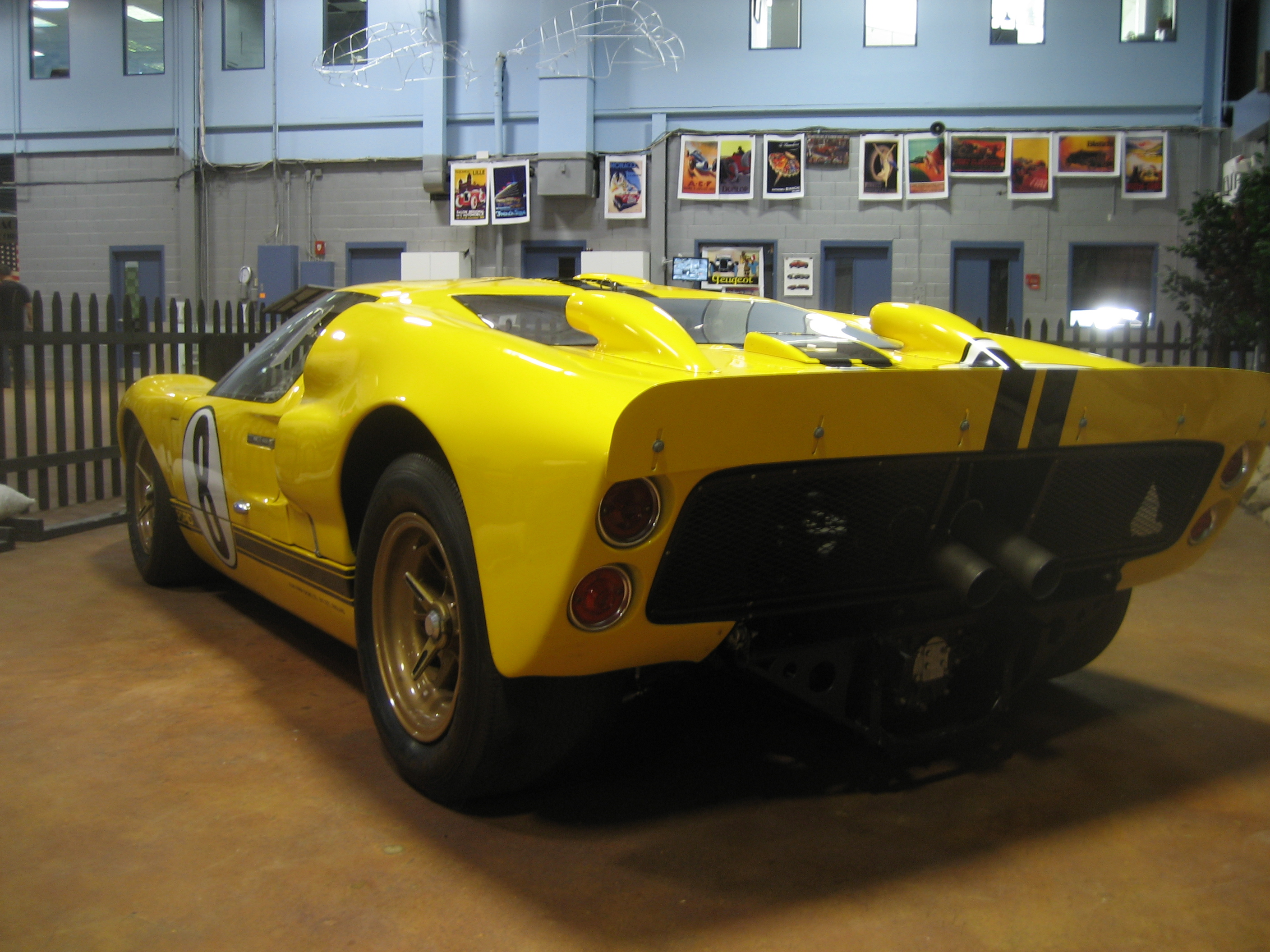
フォード・GTマークII (XGT-1)
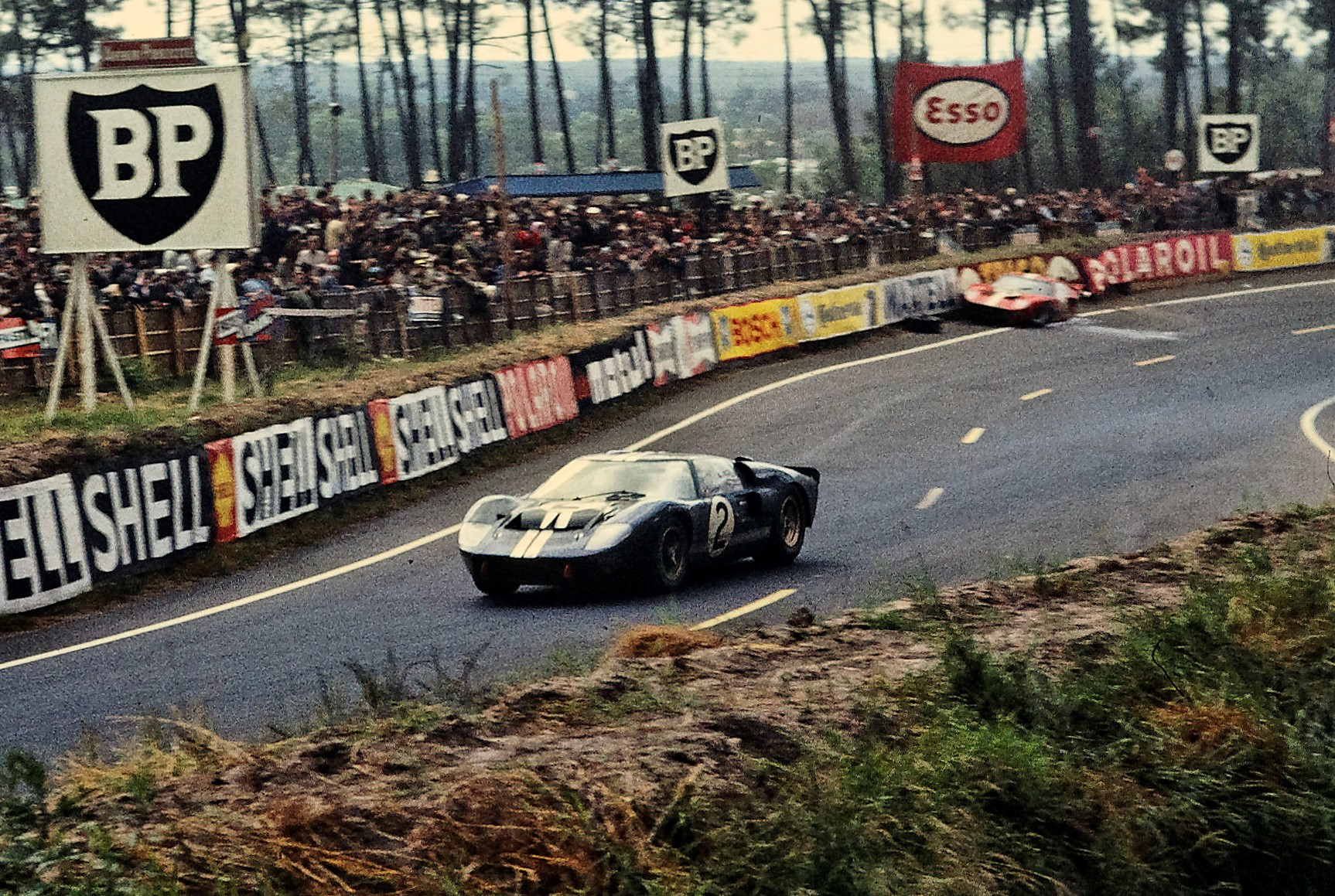
1966年度ル・マン24時間に総合優勝したフォード・GTマークII (GT40P/1048)

#### AX316-2
AX316-1のシリンダーヘッドをグランドナショナル用のトンネルポートヘッドに換装し、キャブレターを定額流量652立方フィート毎分 (18.5 kL/min) のデュアルクワッドにしたものであり、競技運用上必要になる都度、必要機数のみ製造された。圧縮比は10.75対1に高められた。シリンダーヘッドが鋳鉄であるためAX316-1よりも51ポンド (23 kg) 重いが、最高出力は6400 rpmで530英馬力 (395 kW) に増加した。
1967年度トロフィーは第1戦デイトナ24時間コンチネンタルと第2戦セブリングフロリダ12時間耐久グランプリで運用され、第2戦でフォード・マークIVが総合優勝、GTマークIIが2位であった。

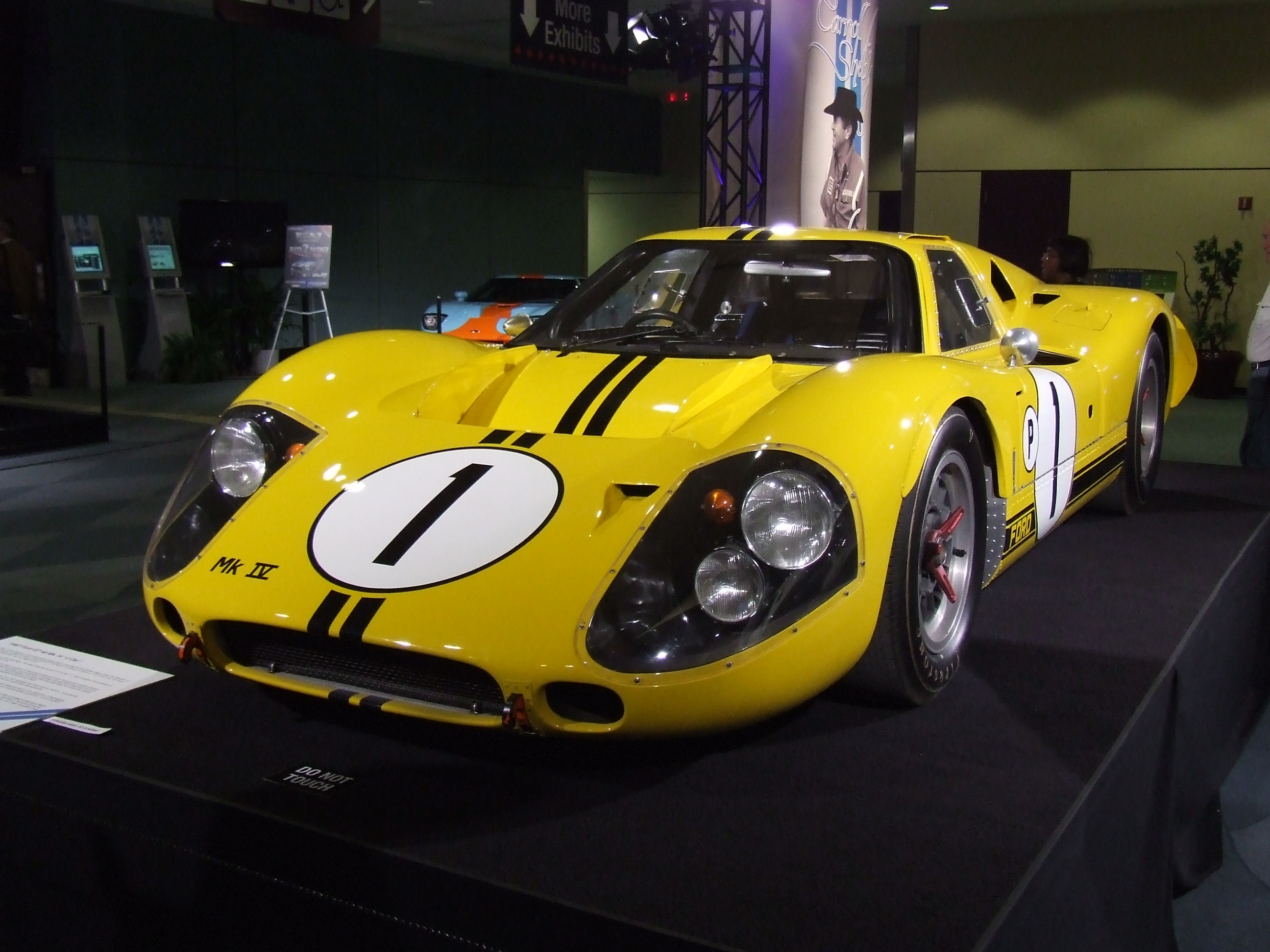
1967年度セブリング12時間に総合優勝したフォード・マークIV (GTP/J-4)

#### RX381

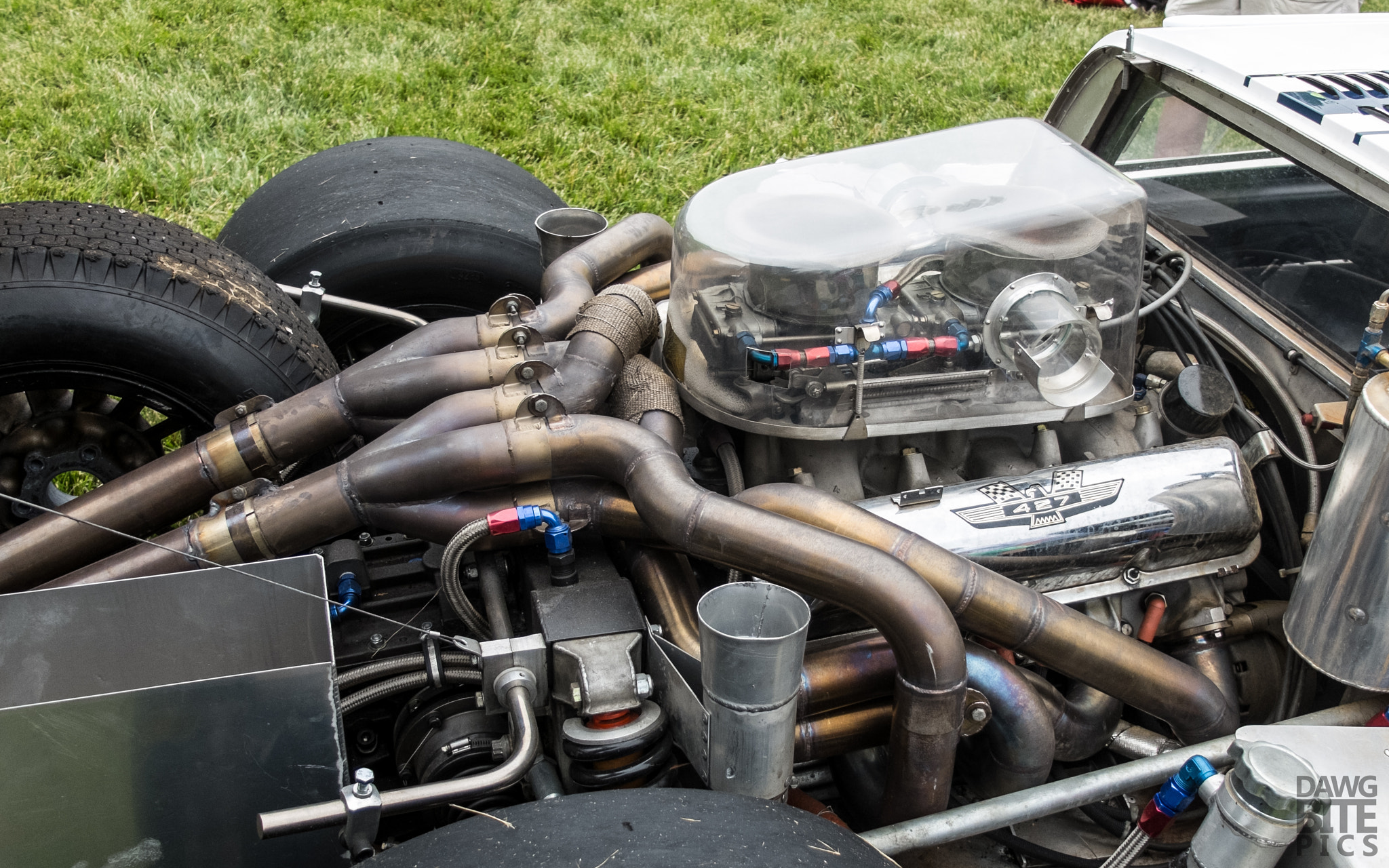
フォード・マークIVのRX381

AX316-2のシリンダーヘッドを鋳造アルミニウム合金のトンネルポートヘッドに替えて軽量化したものであり、社内呼称も新たにRX381が付与された。その他はAX316-2から変更はないが、乾燥重量は560ポンド (254 kg) に軽量化され、最高出力は6400 rpmで500英馬力 (373 kW) に抑えられた。競技運用上必要になる都度、必要機数のみ製造された。
1967年度トロフィーは第7戦ル・マン24時間でマークIVが総合優勝した。スポーツカー国際選手権第9戦フレスコバルディ・トロフィーは、大排気量車には不利な公道大周回コース (旧ムジェロ・サーキット) であるが、GTマークIIが総合4位となり、それに先立つランス国際12時間では同車が総合優勝している。このほか同車はフランスのロードレース2戦で運用された。

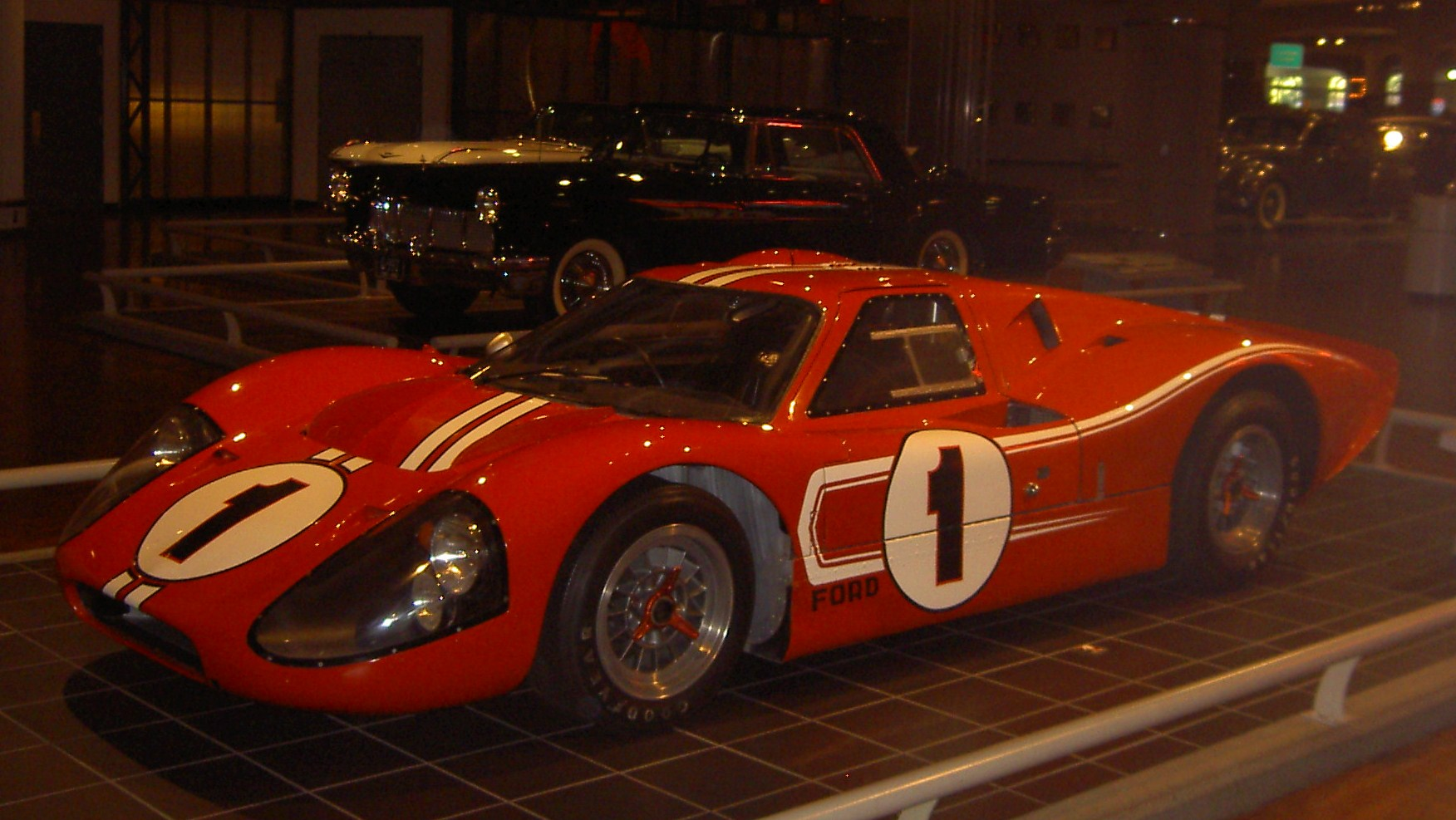
1967年度ル・マン24時間に総合優勝したフォード・マークIV (GTP/J-6)

### マローダー410V8
406のシリンダーブロックに390のシリンダー内径と、同時に実用化された428と共通のピストン行程を組み合わせた量産型である。428と共に1965年10月に実用化された。マーキュリー専用であるため型式名称にサンダーバードは用いられない。
総排気量は6.72リットルであり、基本的な構成は390と大きな差異はない。4バレルキャブレターを備えた1型式のみ製造された。カリフォルニア向け車両用にはサーマクターが装備される。
1967年を最後に製造終了した。
| 総排気量                    | 410.2立方インチ (6722 cm3)                   |
| シリンダー内径×ピストン行程 | 4.05インチ (10.29 cm) ×3.98インチ (10.11 cm) |

| 型式年度 | 圧縮比                       | キャブレター (定額流量) | 最高出力                             | 最大トルク                                        | 備考 |
| -------- | ---------------------------- | ----------------------- | ------------------------------------ | ------------------------------------------------- | ---- |
| 1966-67  | 10.5: 1 (プレミアムガソリン) | 4スロート2ステージ      | 330英馬力 (246 kW) @ 4600 rpm グロス | 444重量ポンドフィート (602 N·m) @ 2800 rpm グロス |      |

### サンダーバード428V8

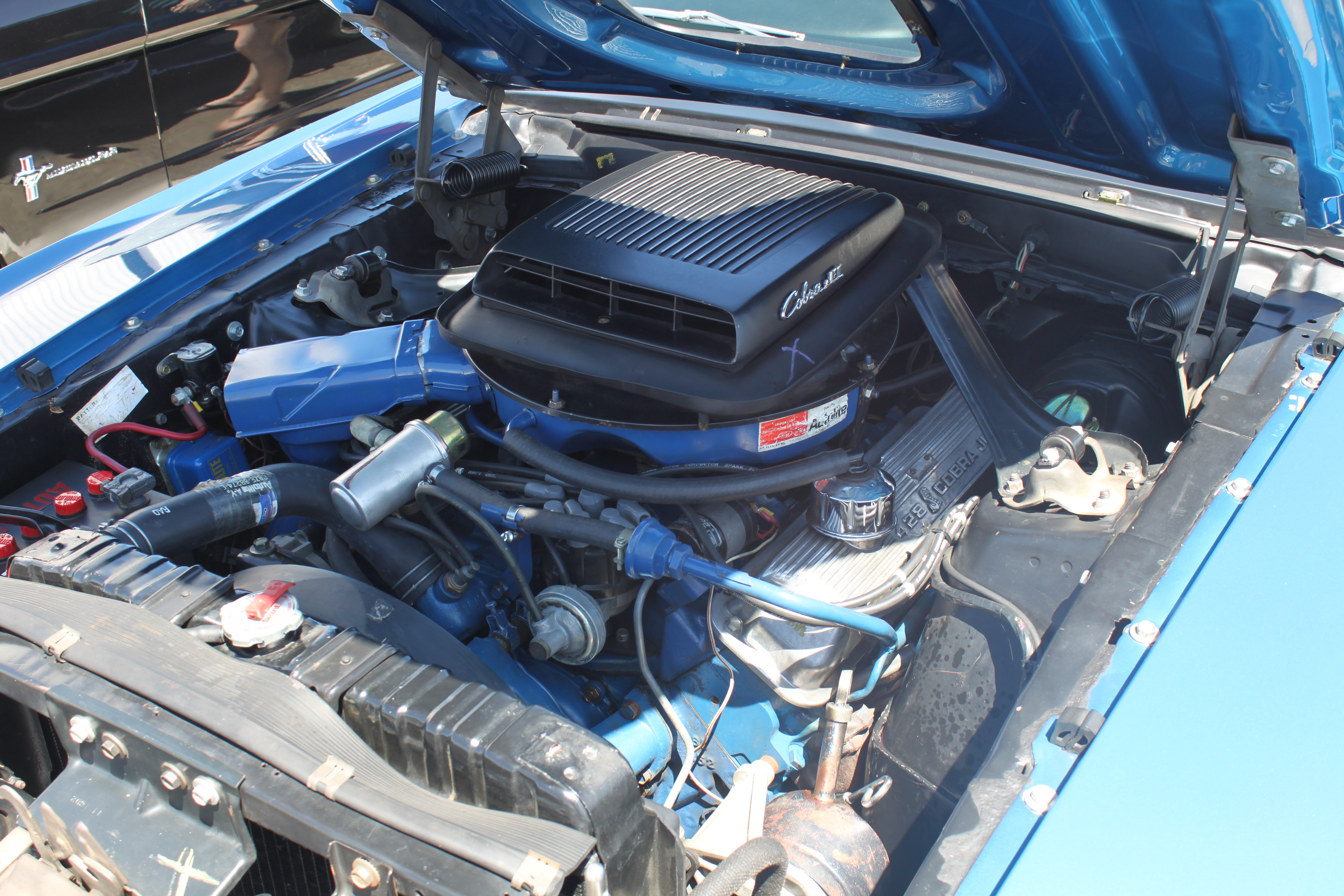
ラムエアーを備えた1969年型フォード・マスタングのコブラジェット428V8

製造に高精度が要求される427は大量生産できないことから、シリンダー壁の厚さに余裕がある406のピストン行程を延伸して同程度の排気量とした量産型である。その他の構成は390の基本型とほぼ同じである。1965年10月に実用化された。総排気量を立方インチで表すと427となるが、この数字は既に使われているため、一つ多い数字で型式名称とした。マーキュリーではスーパーマローダー428V8の型式名称で用いられた。
総排気量は6.99リットルである。当初は4バレルキャブレター (オートライト・4100) の基本型と、若干出力値を高めたパトロールカー用のインターセプターV8のみであった。カリフォルニア向け車両用にはサーマクターが装備される。
1967年9月からキャブレターがオートライト・4300 (4バレル) に変更された。
1968年4月から10年来のバルブ寸度を吸気2.09インチ (5.31 cm)、排気1.65インチ (4.19 cm) へ大径化し、キャブレターはホーリー・4150 (4バレル) に変更された。併せて「ラムエア―」(Ram-Air)がオプション設定された。また、型式名称がフォード、マーキュリー共にコブラジェット428V8 (Cobra-Jet 428 V-8) に変更された。
1970年を最後に製造終了した。
| 総排気量                    | 426.5立方インチ (6990 cm3)                   |
| シリンダー内径×ピストン行程 | 4.13インチ (10.49 cm) ×3.98インチ (10.11 cm) |

| 型式年度 | 圧縮比                       | キャブレター (定額流量)                                | 最高出力                             | 最大トルク                                        | 備考                           |
| -------- | ---------------------------- | ------------------------------------------------------ | ------------------------------------ | ------------------------------------------------- | ------------------------------ |
| 1966     | 10.5: 1 (プレミアムガソリン) | 4スロート2ステージ (480立方フィート毎分 (13.6 kL/min)) | 345英馬力 (257 kW) @ 4600 rpm グロス | 462重量ポンドフィート (626 N·m) @ 2800 rpm グロス |                                |
| 1966     | 10.5: 1 (プレミアムガソリン) | 4スロート2ステージ (600立方フィート毎分 (17.0 kL/min)) | 360英馬力 (268 kW) @ 5400 rpm グロス | 459重量ポンドフィート (622 N·m) @ 3200 rpm グロス | インターセプターV8 (-1970)     |
| 1967     | 10.5: 1 (プレミアムガソリン) | 4スロート2ステージ (446立方フィート毎分 (12.6 kL/min)) | 345英馬力 (257 kW) @ 4600 rpm グロス | 462重量ポンドフィート (626 N·m) @ 2800 rpm グロス |                                |
| 1968     | 10.5: 1 (プレミアムガソリン) | 4スロート2ステージ (446立方フィート毎分 (12.6 kL/min)) | 340英馬力 (254 kW) @ 4600 rpm グロス | 462重量ポンドフィート (627 N·m) @ 2800 rpm グロス |                                |
| 1968     | 10.7: 1 (プレミアムガソリン) | 4スロート2ステージ (735立方フィート毎分 (20.8 kL/min)) | 335英馬力 (250 kW) @ 5600 rpm グロス | 445重量ポンドフィート (603 N·m) @ 3400 rpm グロス | コブラジェット428V8 (1968.04-) |
| 1969-70  | 10.6: 1 (プレミアムガソリン) | 4スロート2ステージ (735立方フィート毎分 (20.8 kL/min)) | 335英馬力 (250 kW) @ 5200 rpm グロス | 440重量ポンドフィート (597 N·m) @ 3400 rpm グロス | コブラジェット428V8            |

AC・コブラ427は1966年から生産性の悪い427に替えてインターセプターV8を採用した。

## トラック用各型

### 330V8/330ヘヴィデューティV8
(330 V-8/ 330 Heavy Duty V-8)

### 352V8
(352 V-8)

### 360V8/361ヘヴィデューティV8
(360 V-8/ 361 Heavy Duty V-8)

### 390V8
(390 V-8)

### 391ヘヴィデューティV8
(391 Heavy Duty V-8)